# Llista de dinosaures

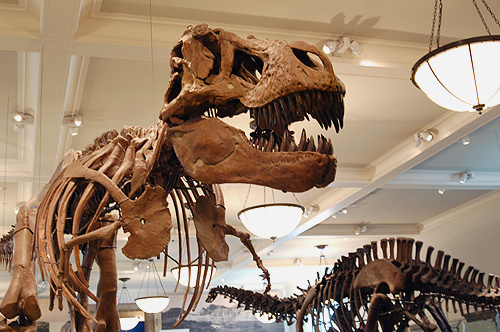
Esquelets muntats de tiranosaure (esquerra) i apatosaure (dreta) al Museu Americà d'Història Natural.

Aquesta és una llista de dinosaures que allista tots els gèneres que s'han inclòs en el superordre Dinosauria, excloent la classe Aves (ocells). La llista inclou tots els gèneres comunament acceptats, però també els gèneres que actualment es consideren invàlids, dubtosos (nomen dubium), o que no han sigut publicats formalment (nomen nudum), així com sinònims de noms més establerts, i gèneres que ja no es consideren dinosaures. La llista conté 1329 noms, dels quals 940 o són considerats com a gèneres de dinosaure vàlids o nomina dubia.

## Àmbit d'aplicació i terminologia
No existeix cap llista oficial de gèneres de dinosaures. El que més s'hi assembla és la Dinosaur Genera List (Llista de gèneres de dinosaure), compilada per l'expert en nomenclatura biològica George Olshevsky, que es va publicar a la xarxa l'any 1995 i s'actualitza regularment. La font general amb més autoritat en el camp és la segona edició (2004) de The Dinosauria. La major part de les citacions es basen en la llista de Olshevsky, i totes les determinacions subjectives (com sinònim més modern o no dinosaure) es basen en The Dinosauria, excepte quan hi ha conflicte amb literatura primària. Aquestes excepcions s'anoten.

## A

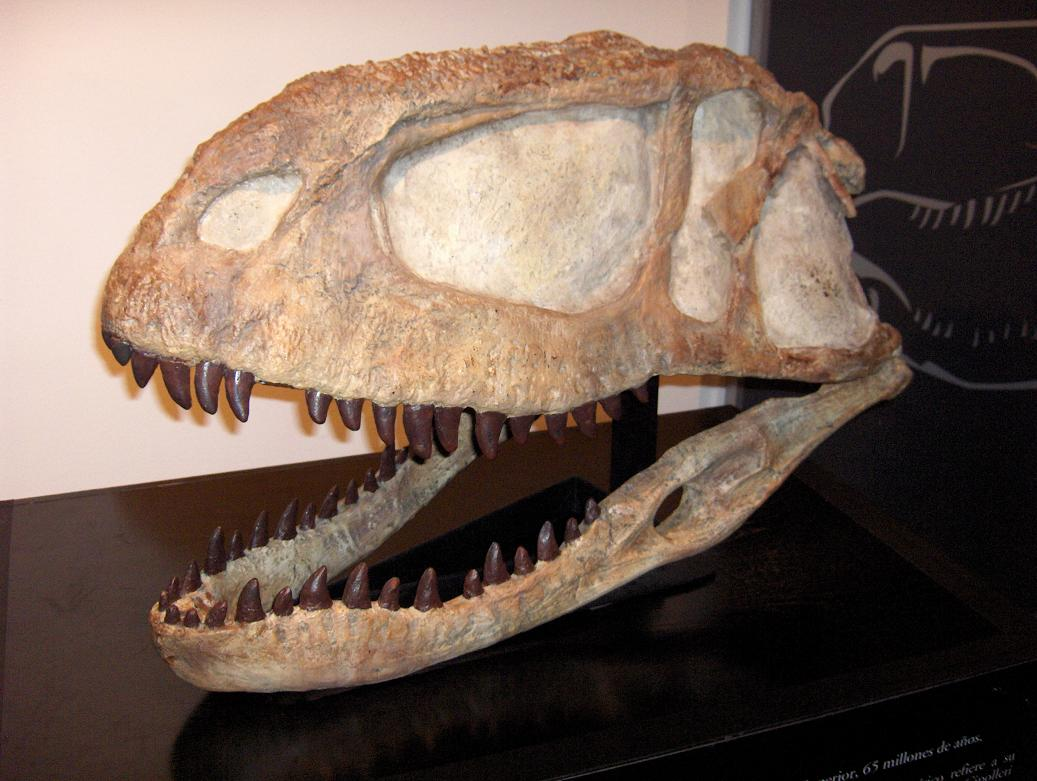
Crani d'abelisaure (Abelisaurus)

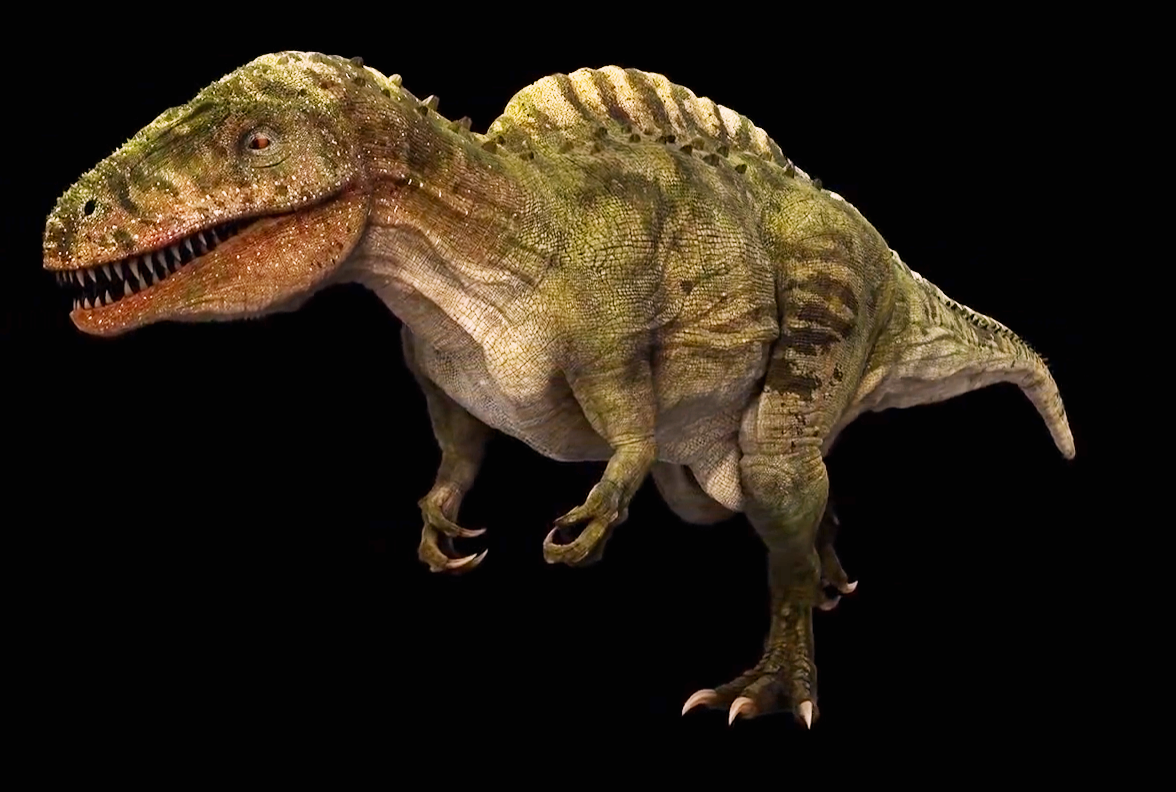
Acrocantosaure (Acrocanthosaurus)

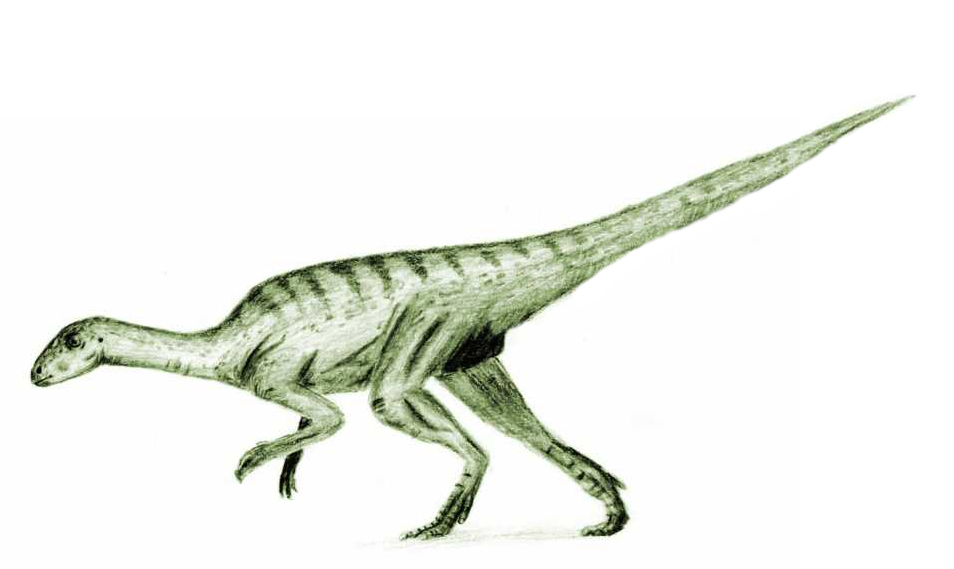
Agilisaure (Agilisaurus)

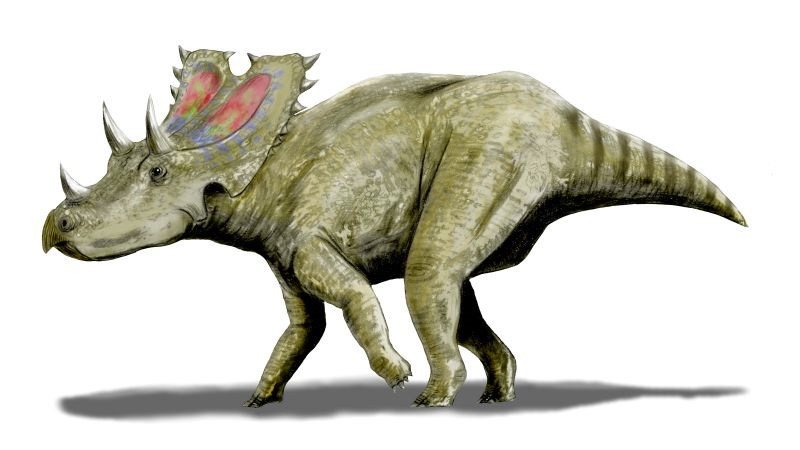
Agujaceratop (Agujaceratops)

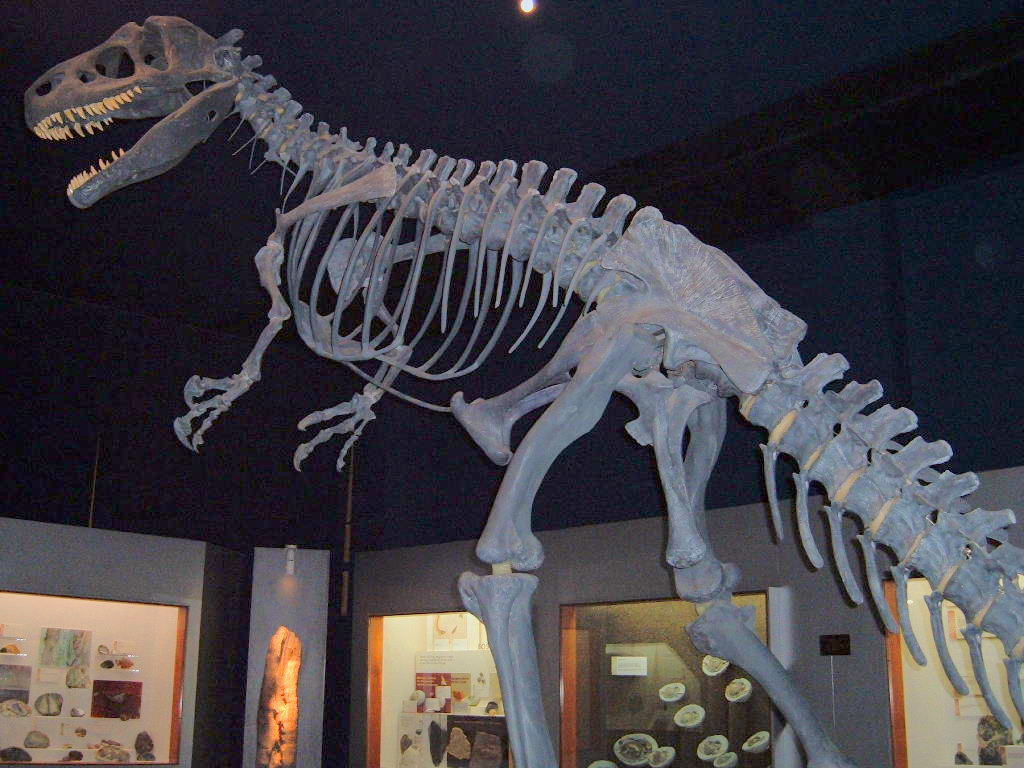
Rèplica d'un esquelet d'al·losaure (Allosaurus)

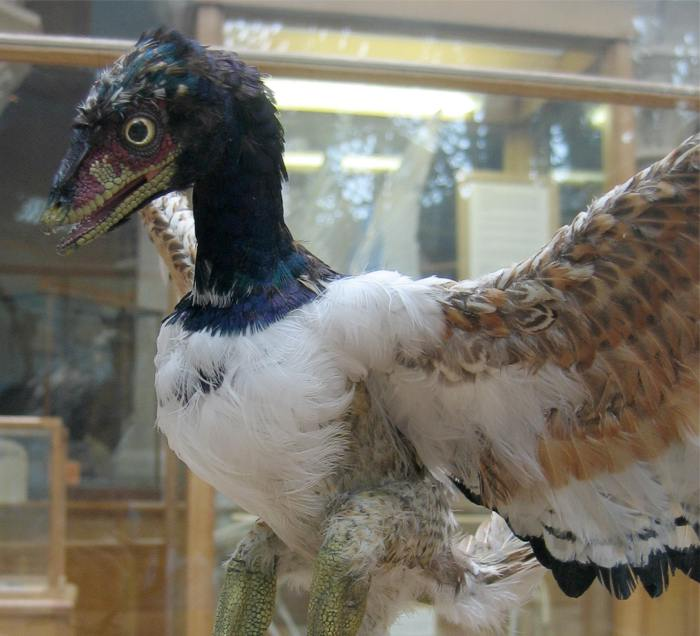
Model dArchaeopteryx.

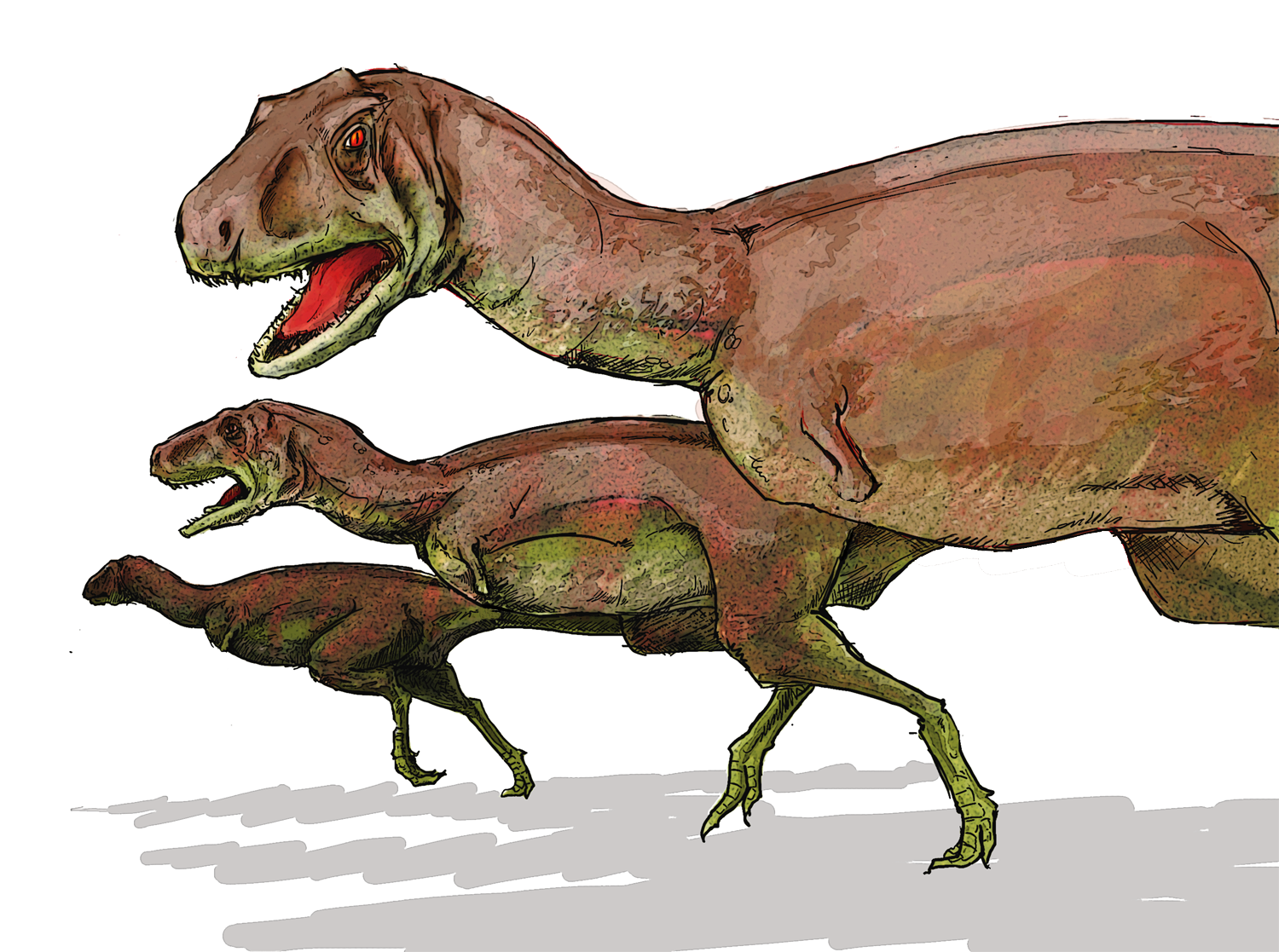
Il·lustració de tres aucasaures (Aucasaurus)

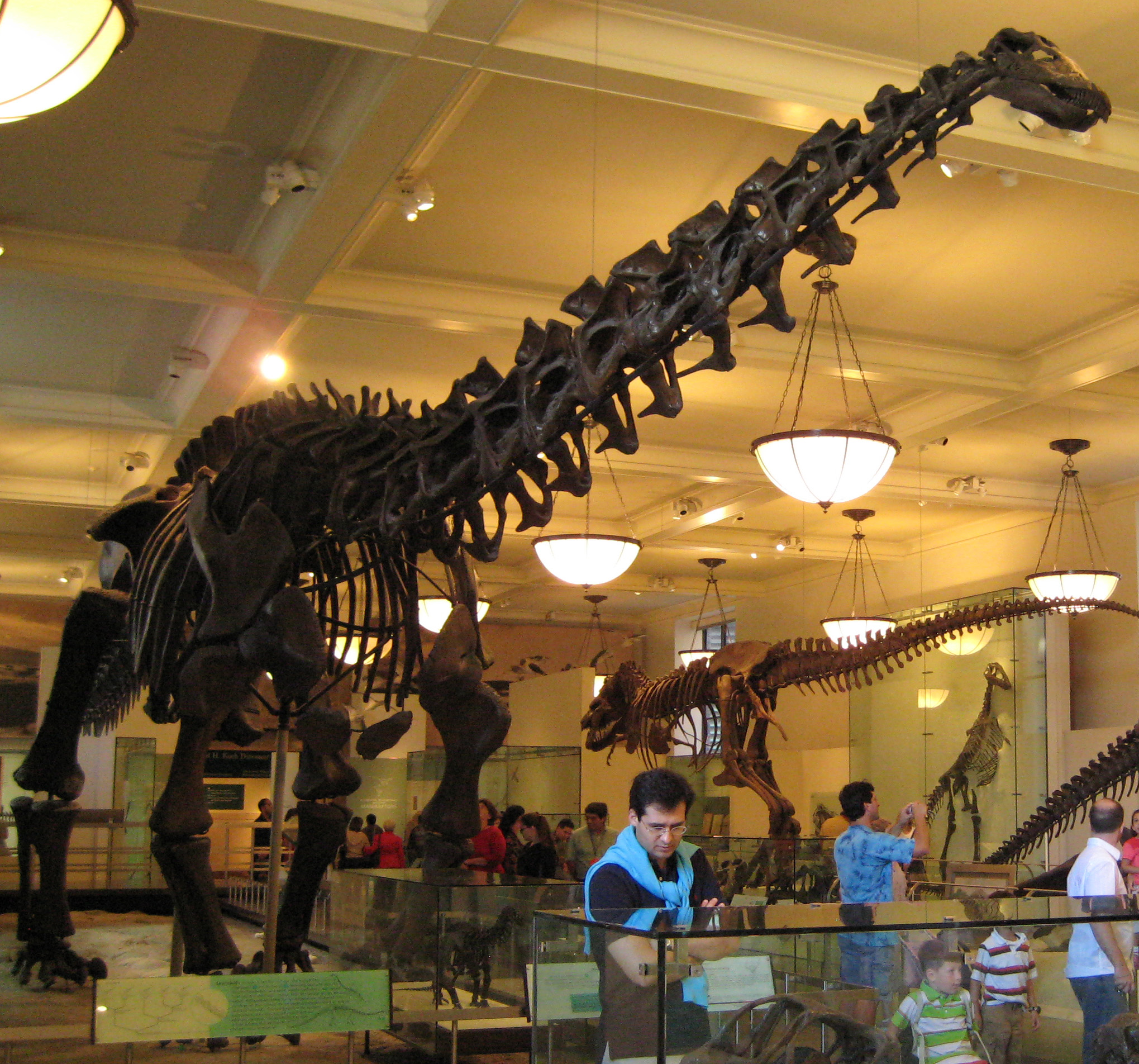
Esquelet d'apatosaure (Apatosaurus)

- Aachenosaurus — en realitat una peça de fusta petrificada
- Aardonyx
- Abdal·lahsaure ("Abdallahsaurus") — nomen nudum, probablement Brachiosaurus o Giraffatitan
- Abelisaure (Abelisaurus)
- Abidosaure (Abydosaurus)[1]
- Abrictosaure (Abrictosaurus)
- Abrosaure (Abrosaurus)
- Acanthopholis
- Achelosaurus[2] — nom erroni d'Achelousaurus
- Aquelousaure (Achelousaurus)
- Aquil·lesaure (Achillesaurus)
- Achillobator
- "Acracanthus" — nom original invàlid d'Acrocanthosaurus
- Acrocantosaure (Acrocanthosaurus)
- Actiosaure (Actiosaurus) — probablement un ictiosaure
- Adamantisaure (Adamantisaurus)
- Adasaure (Adasaurus)
- Adeopaposaure (Adeopapposaurus)
- Egiptosaure (Aegyptosaurus)
- Elosaure (Aeolosaurus)
- Episaure (Aepisaurus)
- Aerosteon
- Aetonyx — possiblement un sinònim més modern de Massospondylus
- Afrovenator
- Agathaumas
- Aggiosaure (Aggiosaurus) — en realitat un crocodilià metriorrínquid
- Agilisaure (Agilisaurus)
- Agnosphitys
- Agrosaure (Agrosaurus) — probablement un sinònim més modern de Thecodontosaurus
- Agujaceratop (Agujaceratops)
- Agustinia
- "Airakoraptor" — nomen nudum
- Ajkaceratop (Ajkaceratops)
- Alamosaure (Alamosaurus)
- Alashansaure ("Alashansaurus") — nomen nudum; Shaochilong
- Alaskacephale
- Albertaceratop (Albertaceratops)
- Albertonykus
- Albertosaure (Albertosaurus)
- Albisaure (Albisaurus) — un rèptil no dinosaure
- Alectrosaure (Alectrosaurus)
- Aletopelta
- Algoasaure (Algoasaurus)
- Alioramus
- Aliwalia — sinònim més modern d'Eucnemesaurus
- Al·losaure (Allosaurus)
- Alocodon
- Altirhinus
- Altispinax
- Alvarezsaure (Alvarezsaurus)
- Alwalkeria
- Alxasaure (Alxasaurus)
- Amargasaure (Amargasaurus)
- Amargatitanis
- Amazonsaure (Amazonsaurus)
- Ammosaure (Ammosaurus)
- Ampelosaure (Ampelosaurus)
- Amphicoelias
- "Amphicoelicaudia" — nomen nudum; possiblement Huabeisaure
- Amfisaure ("Amphisaurus") — nom ja ocupat, actualment conegut com a Anquisaure
- Amtosaure (Amtosaurus) — possiblement Talarurus
- Amurosaure (Amurosaurus)
- Amygdalodon
- Anabisetia
- Anasazisaure (Anasazisaurus)
- Anatosaure (Anatosaurus) — sinònim més modern d'edmontosaure
- Anatotitan
- Anquiceratop (Anchiceratops)
- Anchiornis
- Anquisaure (Anchisaurus)
- Andesaure (Andesaurus)
- Angaturama — probablement sinònim més modern de Irritator
- "Angloposeidon"[3][4] — nomen nudum
- Angulomastacator
- Aniksosaure (Aniksosaurus)
- Animantarx
- Ankistrodon — en realitat un arcosauromorf proterosúquid
- Ancilosaure (Ankylosaurus)
- Anodontosaure (Anodontosaurus) — sinònim més modern d'Euoplocephalus o dioplosaure
- Anoplosaure (Anoplosaurus)
- Anserimimus
- Antarctopelta
- Antarctosaure (Antarctosaurus)
- Antetonitrus
- Anthodon — en realitat un pariasaure
- Antrodemus — possiblement un sinònim més modern d'al·losaure
- Apatodon — possiblement un sinònim més modern d'al·losaure
- Apatosaure (Apatosaurus) — popularment conegut com a brontosaure
- Appalachiosaurus
- Aragosaure (Aragosaurus)
- Aralosaure (Aralosaurus)
- "Araucanoraptor" — nomen nudum; Neuquenraptor
- Arqueoceratop (Archaeoceratops)
- Arqueodontosaure (Archaeodontosaurus)
- Arqueòpterix (Archaeopteryx) — en realitat un ocell (per definició)
- "Archaeoraptor" — actualment conegut com a l'ocell Yanornis i el dromeosaure Microraptor
- Archaeornis — sinònim més modern d'Archaeopteryx
- Archaeornithoides
- Archaeornithomimus
- Archaeovolans — sinònim més modern de Yanornis
- Arctosaure (Arctosaurus) — en realitat algun tipus de rèptil no dinosaure
- Arenysaurus
- Argentinosaure (Argentinosaurus)
- Argirosaure (Argyrosaurus)
- Aristosaure (Aristosaurus) — sinònim més modern de Massospondylus
- Aristosuchus
- Arizonasaure (Arizonasaurus) — en realitat un rauisuc
- Arcanosaure ("Arkanosaurus") — variant d'"Arcansaure"
- Arcansaure ("Arkansaurus") — nomen nudum
- Arkharavia
- Arrinoceratop (Arrhinoceratops)
- Arstanosaure (Arstanosaurus)
- Asiaceratop (Asiaceratops)
- Asiamericana
- Asiatosaure (Asiatosaurus)
- Astrodon
- Astrodonius — sinònim més modern d'Astrodon
- Astrodontaure (Astrodontaurus) — sinònim més modern d'Astrodon
- Asilosaure (Asylosaurus)
- Atlantosaure (Atlantosaurus) — possible sinònim més modern d'apatosaure o camarasaure
- Atlasaure (Atlasaurus)
- Atlascopcosaure (Atlascopcosaurus)
- Atsinganosaure (Atsinganosaurus)
- Atrociraptor
- Aublysodon
- Aucasaure (Aucasaurus)
- "Augustia" — nom ja ocupat, actualment conegut com a Agustinia
- Auroraceratop (Auroraceratops)
- Australodocus
- Australovenator
- Austrocheirus
- Austroraptor
- Austrosaure (Austrosaurus)
- Avaceratops
- "Avalonia" — nom ja ocupat, actualment conegut com a Avalonianus
- Avalonianus — en realitat un arcosaure no dinosaure
- Aviatyrannis
- Avimimus
- Avipes — probablement un dinosauromof no dinosaure
- Avisaure (Avisaurus) — en realitat un ocell enantiornití
- Azendohsaurus — probablement un rèptil no dinosaure

## B
| Índex: A B C D E F G H I J K L M N O P Q R S T U V W X Y Z — Vegeu també |

- Bactrosaure (Bactrosaurus)
- Bagaceratop (Bagaceratops)
- Bagaraatan
- Bahariasaure (Bahariasaurus)
- Bainoceratop (Bainoceratops)
- "Bakesaurus" — nomen nudum
- Balaur
- Balutxisaure (Balochisaurus)
- Bambiraptor
- Banji
- Baotianmansaurus
- Barapasaure (Barapasaurus)
- Barosaure (Barosaurus)
- Barilium
- Barsboldia
- Baryonyx
- "Bashunosaurus" — nomen nudum
- Basutodon — en realitat un arcosaure no dinosaure
- Baurutitan
- "Bayosaurus" — nomen nudum
- Becklespinax
- "Beelemodon" — nomen nudum
- Beipiaosaure (Beipiaosaurus)
- Beishanlong
- Bel·lusaure (Bellusaurus)
- Belodon — en realitat un fitosaure
- Berberosaure (Berberosaurus)
- Betasuchus
- Bienosaure (Bienosaurus)
- Bihariosaurus
- "Bilbeyhallorum" — nomen nudum; Cedarpelta
- Bissektipelta
- Bistahieversor
- Blancocerosaure ("Blancocerosaurus") — nomen nudum, probablement Braquiosaure o Giraffatitan
- Blasisaure (Blasisaurus)
- Blikanasaure (Blikanasaurus)
- Bolong[5]
- Bonatitan
- Bonitasaura
- Borealsaure (Borealosaurus)
- Borogovia
- Bothriospondylus

- Braquiosaure (Brachiosaurus)
- Braquiceratop (Brachyceratops)

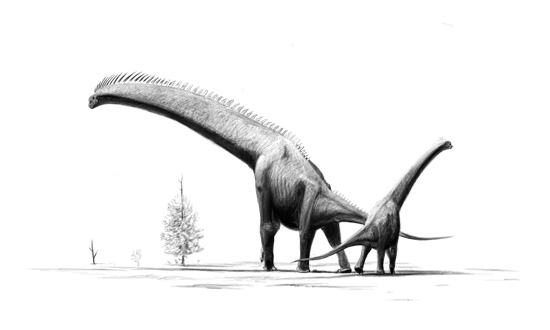
Il·lustració de dos Brachiosaurus.

- Braquilofosaure (Brachylophosaurus)
- Braquipodosaure (Brachypodosaurus)
- Brachyrophus — sinònim més modern de Camptosaurus
- Brachytaenius — en realitat algun tipus de rèptil no dinosaure, possiblement el mateix que el dakosaure
- Brachytrachelopan
- Bradycneme
- Brasileosaure (Brasileosaurus) — en realitat un arcosaure no dinosaure
- Breviceratop (Breviceratops)
- Brohisaurus
- "Brontoraptor" — nomen nudum
- Brontosaure (Brontosaurus) — sinònim més modern de l'apatosaure
- Bruhathkayosaurus
- Bugenasaura
- Buitreraptor
- "Byranjaffia" — nomen nudum; Byronosaurus
- Byronosaurus

## C
| Índex: A B C D E F G H I J K L M N O P Q R S T U V W X Y Z — Vegeu també |

- Caenagnathasia

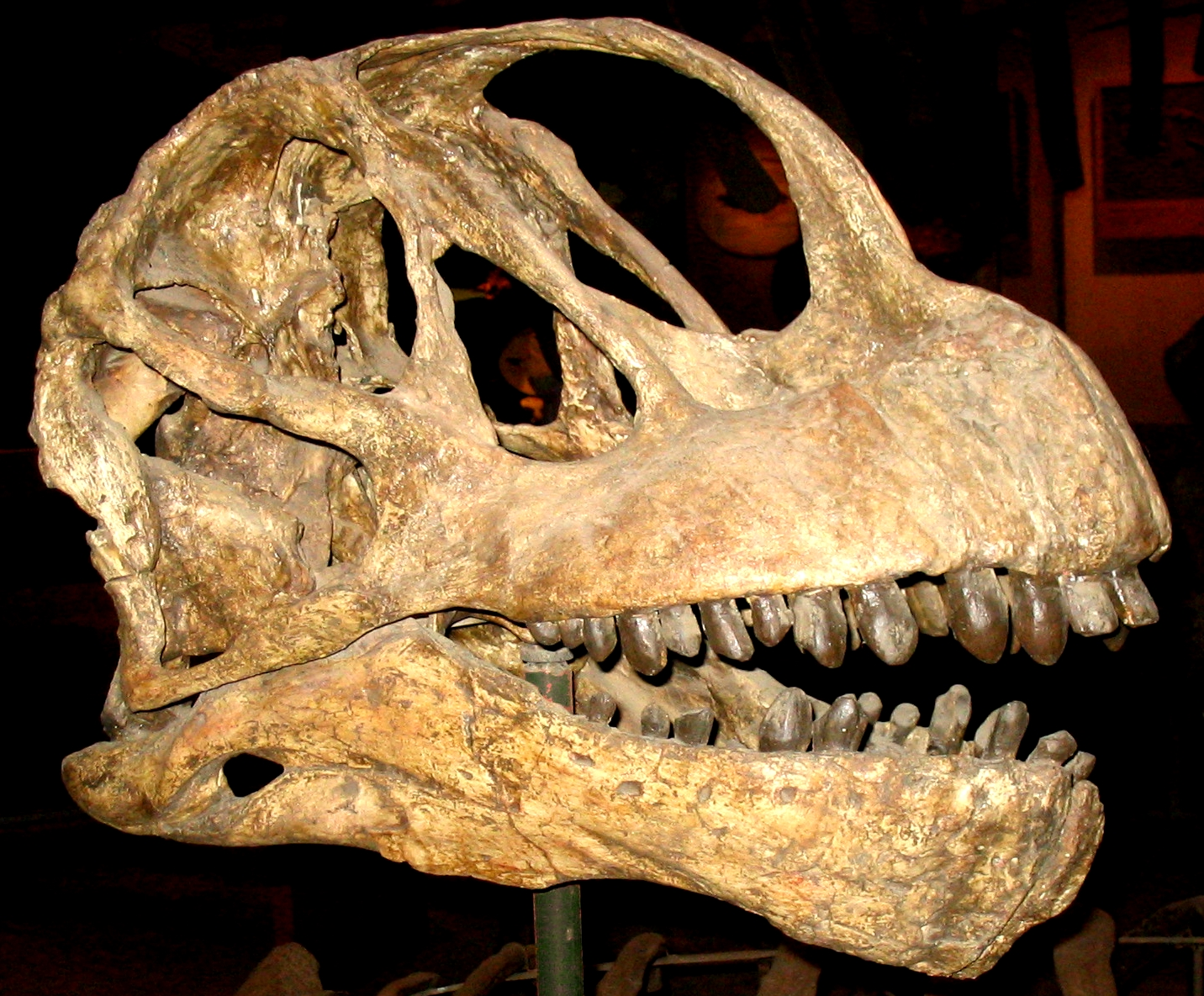
Crani de Camarasaurus'.

- Caenagnathus — probablement sinònim més modern de Chirostenotes
- Calamosaure (Calamosaurus)
- Calamospondylus (Fox, 1866)
- "Calamospondylus" (Lydekker, 1889) — nom pre-ocupat, avui conegut com a Calamosaurus
- Cal·lovosaure (Callovosaurus)
- Camarasaure (Camarasaurus)
- Camelotia
- Camposaure (Camposaurus)
- "Camptonotus" — nom pre-ocupat, avui conegut com a camptosaure
- Camptosaure (Camptosaurus)
- "Campylodon" — nom pre-ocupat, avui conegut com a Campylodoniscus
- Campylodoniscus
- Capitalsaure ("Capitalsaurus") — nomen nudum
- Carcarodontosaure (Carcharodontosaurus)
- Cardiodon
- "Carnosaurus" — nomen nudum, probablement un error tipogràfic referint-se a l'infraordre dels "carnosaures" (Carnosauria)
- Carnotaure (Carnotaurus)
- Caseosaurus
- Cathartesaura
- Catetosaure (Cathetosaurus) — sinònim més modern del camarasaure
- Caudipteryx
- Caudocoelus — sinònim més modern del teinurosaure
- Caulodon — sinònim més modern de camarasaure
- Cedarosaure (Cedarosaurus)
- Cedarpelta
- Cedrorestes
- Centemodon — en realitat un fitosaure
- Centrosaure (Centrosaurus)
- Cerasinops
- Ceratonykus
- Ceratop (Ceratops)

- Ceratosaure (Ceratosaurus)
- Cetiosauriscus
- Cetiosaure (Cetiosaurus)
- Changchunsaure (Changchunsaurus)

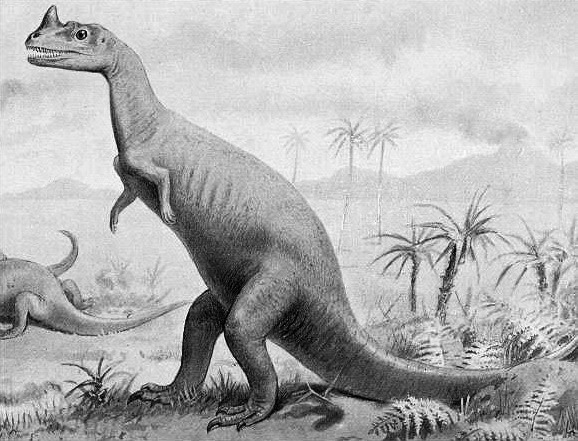
Dibuix obsolet d'un ceratosaure.

- Changdusaure ("Changdusaurus")[6] — nomen nudum
- Changtusaure ("Changtusaurus") — variant del changdusaure
- Chaoyangosaure (Chaoyangosaurus)[6] — nom erroni del chaoyangsaure
- Chaoyangsaure (Chaoyangsaurus)
- Caronosaure (Charonosaurus)
- Casmosaure (Chasmosaurus)
- Chassternbergia — sinònim més modern d'Edmontonia
- Xebsaure (Chebsaurus)
- Cheneosaurus — sinònim més modern d'Hypacrosaurus
- Chialingosaure (Chialingosaurus)
- Jiayusaure (Chiayusaurus)
- Chienkosaurus — en realitat una quimera de restes de cocodril i teròpode (Szechuanosaurus)
- "Chihuahuasaurus" — nomen nudum; Sonorasaurus
- Chilantaisaure (Chilantaisaurus)
- Chindesaure (Chindesaurus)
- Chingkankousaure (Chingkankousaurus)
- Chinshakiangosaure (Chinshakiangosaurus)
- Chirostenotes
- Condrosteosaure (Chondrosteosaurus)
- Chondrosteus[7] — nom erroni de Chondrosteosaurus
- Chromogisaurus
- Chuandongocoelurus
- Chuanjiesaure (Chuanjiesaurus)
- Chubutisaurus
- Chongqingosaure (Chungkingosaurus)
- Chuxiongosaurus
- "Cinizasaurus" — nomen nudum
- Cionodon
- Citipati
- Cladeiodon — en realitat un arcosaure no dinosaure (Teratosaure)
- Claorhynchus — possiblement un triceratop
- Claosaure (Claosaurus)
- Clarencea — actualment un esfenosuquià (Sphenosuchus)
- Clasmodosaure (Clasmodosaurus)
- Clepsisaure (Clepsysaurus) — actualment un arcosaure no dinosaure
- "Clevelanotyrannus" — nomen nudum; Nanotyrannus
- Coahuilaceratop "Coahuilaceratops" — nomen nudum
- Coelophysis
- Celosaure ("Coelosaurus") — nom pre-ocupat, avui conegut com a Ornithomimus i Archaeornithomimus.
- Coeluroides
- Coelurosauravus — en realitat un arcosauromorf prolacertiforme
- Celurosaure ("Coelurosaurus") — nomen nudum, probablement un error tipogràfic de "coelurosaur"
- Coelurus
- Colepiocèfal (Colepiocephale)
- Colonosaure (Colonosaurus) — sinònim més modern de l'ocell Ichthyornis dispar
- "Coloradia" — nom pre-ocupat, actualment conegut com a coloradisaure
- Coloradisaure (Coloradisaurus)
- Colossosaure ("Colossosaurus") — nomen nudum; pelorosaure
- "Comanchesaurus" — nomen nudum
- Compsognathus
- Compsosuchus
- Concavenator
- Conchoraptor
- Condorraptor

- Coritosaure (Corythosaurus)
- Craspedodon
- Crataeomus — sinònim més modern d'estruciosaure
- Craterosaure (Craterosaurus)
- Creosaure (Creosaurus) — sinònim més modern de l'al·losaure
- Crictonsaure (Crichtonsaurus)
- Cristatusaure (Cristatusaurus)
- Crosbysaure (Crosbysaurus) — en realitat un arcosauriforme no dinosaure
- Cruxicheiros
- Criolofosaure (Cryolophosaurus)
- Cryptodraco — sinònim més modern de Cryptosaurus
- "Cryptoraptor" — nomen nudum
- Criptosaure (Cryptosaurus)
- Cryptovolans
- Cumnoria — sinònim més modern de Camptosaurus
- "Cylindricodon" — nom pre-ocupat, avui conegut com a hileosaure
- Cistosaure (Cystosaurus) — en realitat un cocodrilià que s'ha confós amb el criptosaure per un error tipogràfic

## D
| Índex: A B C D E F G H I J K L M N O P Q R S T U V W X Y Z — Vegeu també |

- Daanosaurus
- Dacentrurus
- "Dachongosaurus"[6]— nomen nudum
- "Dachungosaurus" — variant de "Dachongosaurus"
- Dacosaure (Dakosaurus) — en realitat un cocodrilià metriorrínquid
- Dakotadon
- Damalasaure ("Damalasaurus") — nomen nudum
- Dandakosaure (Dandakosaurus)
- Danubisaure (Danubiosaurus) — sinònim més modern de l'estruciosaure
- Daptosaure ("Daptosaurus") — nomen nudum; primer nom manuscrit per a Deinonychus
- Dashanpusaure (Dashanpusaurus)
- Daspletosaure (Daspletosaurus)
- Dasygnathoides — en realitat un arcosaure no dinosaure, sinònim més modern d'Ornithosuchus
- "Dasygnathus" — nom pre-ocupat, actualment conegut com a Dasygnathoides
- Datousaure (Datousaurus)
- Daxiatitan
- Deinocheirus
- Deinodon — possiblement un gorgosaure
- Deinonychus
- Deltadromeus
- Denversaure (Denversaurus) — sinònim més modern d'Edmontonia
- Deuterosaure (Deuterosaurus) — en realitat un teràpsid
- Diabloceratop (Diabloceratops)
- Diamantinasaure (Diamantinasaurus)
- Dianchungosaure (Dianchungosaurus) — en realitat un cocodrilià
- Diceratop ("Diceratops") — nom pre-ocupat, actualment conegut com a nedoceratop
- Diceratus — sinònim més modern del nedoceratop
- Diclonius
- Dicreosaure (Dicraeosaurus)
- Didanodon — possiblement un sinònim més modern de Lambeosaurus
- Dilong
- Dilofosaure (Dilophosaurus)
- Dimodosaure (Dimodosaurus) — sinònim més modern del plateosaure
- Dinheirousaure (Dinheirosaurus)
- Dinodocus
- Dinosaure («Dinosaurus») — nom pre-ocupat, actualment un sinònim més modern del plateosaure
- Dinotyrannus — sinònim més modern del tiranosaure
- Diplodoc (Diplodocus)
- Diplotomodon
- Diracodon — sinònim més modern de Stegosaurus
- Dolichosuchus
- Dollodon
- Domeykosaure ("Domeykosaurus") — nomen nudum
- Dongbeititan
- Dongyangosaure (Dongyangosaurus)
- Doratodon — en realitat un cocodrilià
- Doryphorosaurus — sinònim més modern del centrosaure
- Draconyx
- Dracopelta
- Dracorex
- Dracovenator
- Dravidosaure (Dravidosaurus) — en realitat un plesiosaure
- Drinker

- Dromaeosauroides
- Dromeosaure (Dromaeosaurus)
- Dromiceiomimus

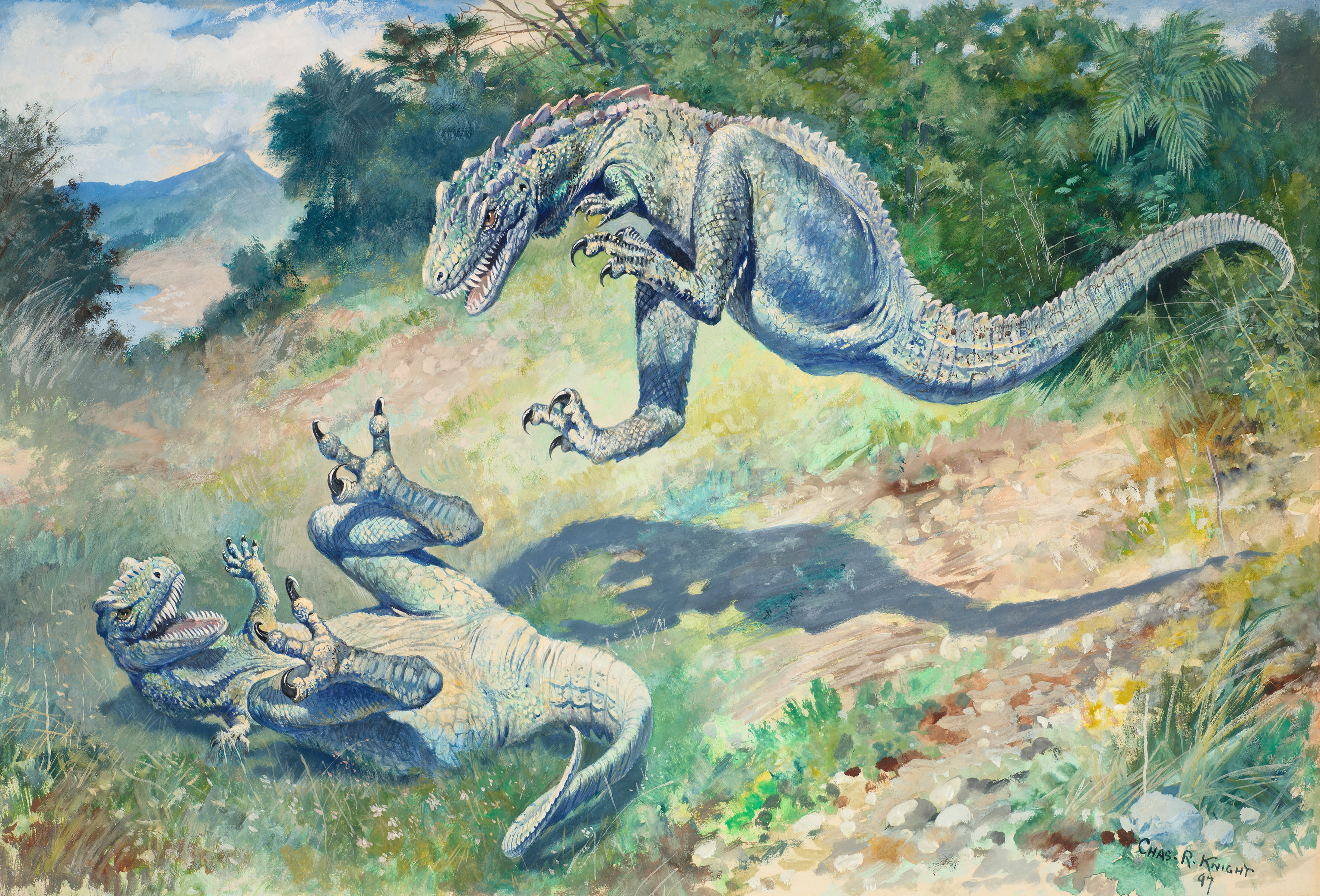
Dos Dryptosaurus lluitant, pintura de Charles Knight.

- Dromicosaure (Dromicosaurus) — sinònim més modern de Massospondylus
- Driosaure (Dryosaurus)
- Dryptosauroides
- Driptosaure (Dryptosaurus)
- Dubreuil·losaure (Dubreuillosaurus)
- Duriatitan[8]
- Duriavenator
- Dinamosaure (Dynamosaurus) — sinònim més modern del tiranosaure
- Dioplosaure (Dyoplosaurus)
- Disalotosaure (Dysalotosaurus) — sinònim més modern del driosaure
- Dysganus
- Dislocosaure (Dyslocosaurus)
- Dystrophaeus
- Distilosaure (Dystylosaurus) — sinònim més modern del supersaure

## E
| Índex: A B C D E F G H I J K L M N O P Q R S T U V W X Y Z — Vegeu també |

- Echinodon
- Edmarka
- Edmontonia
- Edmontosaure (Edmontosaurus)
- Efraasia
- Einiosaure (Einiosaurus)
- Ekrixinatosaurus
- Elachistosuchus — un rincocèfal
- Elafrosaure (Elaphrosaurus)
- Elmisaure (Elmisaurus)

- Elopteryx

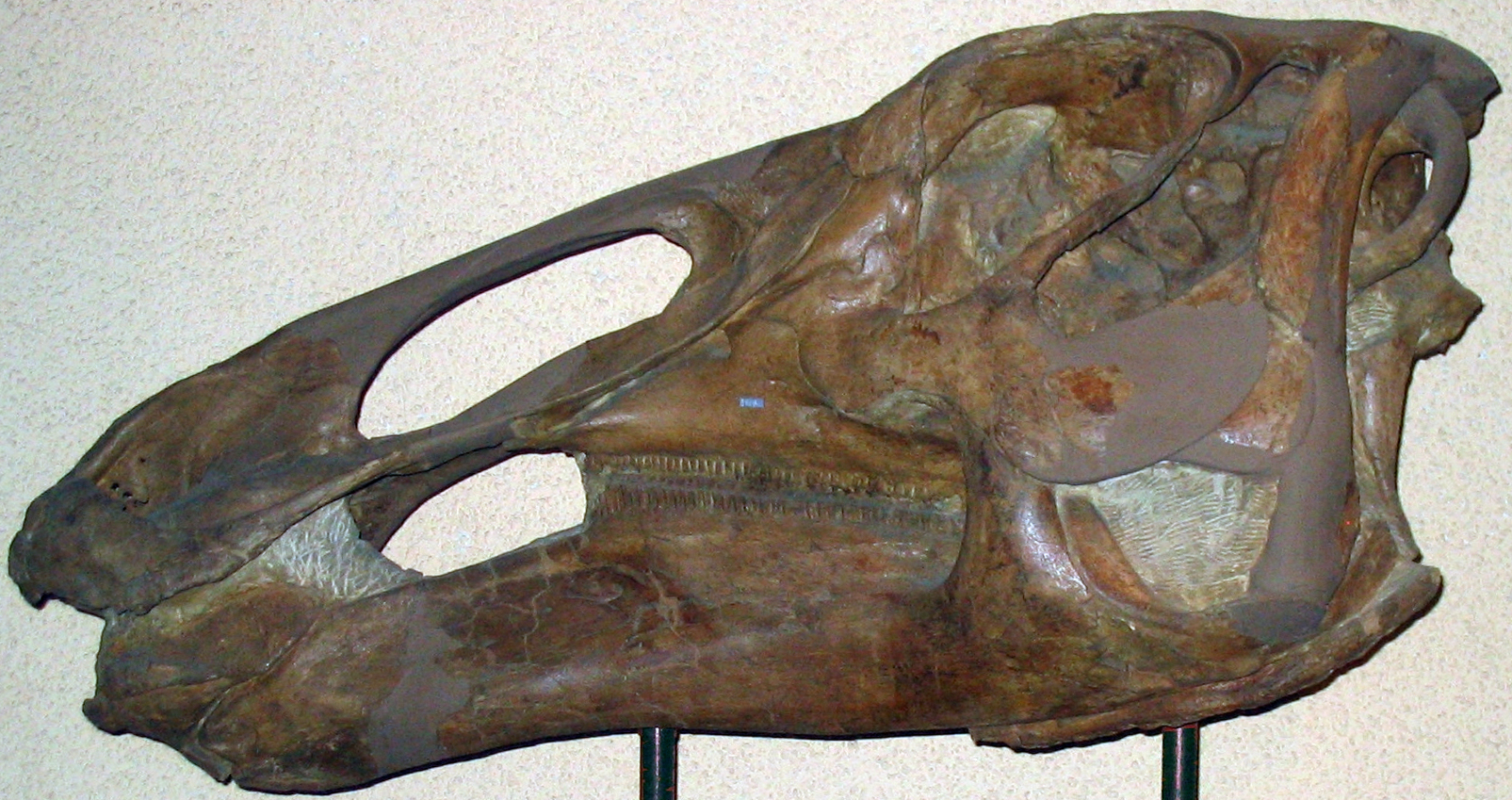
Crani d'edmontosaure (Edmontosaurus).

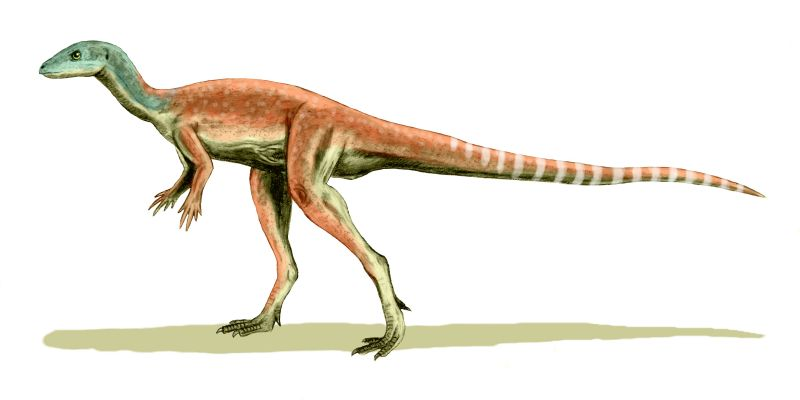
Eocursor

- Elosaure (Elosaurus) — sinònim més modern d'apatosaure
- Elrhazosaurus[9]
- "Elvisaure" (Elvisaurus) — nomen nudum; Cryolophosaurus
- Emausaure (Emausaurus)
- Embasaure (Embasaurus)
- Empaterias — nom erroni d'Epanterias
- Enigmosaure (Enigmosaurus)
- Eobrontosaure (Eobrontosaurus)
- Eocarcharia
- Eoceratop (Eoceratops) — sinònim més modern del casmosaure
- Eocursor
- Eohadrosaure ("Eohadrosaurus") — nomen nudum; Eolambia
- Eolambia
- Eolosaurus[6] — sinònim més modern de l'eolosaure
- Eomamentxisaure (Eomamenchisaurus)
- Eoraptor
- Eotriceratop (Eotriceratops)
- Eotyrannus
- Epactosaure (Epachthosaurus)
- Epanterias — podria ser un al·losaure
- Efenosaure ("Ephoenosaurus") — nomen nudum; Machimosaurus (un crocodilià)
- Epicampodon — actualment un arcosauriforme proterosúquid
- Epidendrosaure (Epidendrosaurus)
- Epidexípterix (Epidexipteryx)
- Equijubus
- Erectopus
- Erketu
- Erliansaure (Erliansaurus)
- Erlicosaure (Erlicosaurus) — nom erroni d'Erlikosaurus
- Erlikosaure (Erlikosaurus)
- Eshanosaure (Eshanosaurus)
- "Euacanthus" — nomen nudum; sinònim més modern de Polacanthus
- Eucamerotus
- Eucentrosaure (Eucentrosaurus) — sinònim més modern del centrosaure
- Eucercosaure (Eucercosaurus) — possiblement un anoplosaure (Anoplosaurus)
- Eucnemesaure (Eucnemesaurus)
- Eucoelophysis — actualment un dinosauromorf no dinosaurià
- Eugongbusaure ("Eugongbusaurus") — nomen nudum
- Euhelopus
- Euoplocèfal (Euoplocephalus)
- Eupodosaure (Eupodosaurus) — un nodosaure sinònim amb el lariosaure
- "Eureodon" — nomen nudum; Tenontosaurus
- Eurolimnornis — possiblement un ocell
- Euronychodon
- Europasaure (Europasaurus)
- Eusquelosaure (Euskelosaurus)
- Eustreptospondylus

## F
| Índex: A B C D E F G H I J K L M N O P Q R S T U V W X Y Z — Vegeu també |

- Fabrosaure (Fabrosaurus) — possiblement un lesotosaure
- Falcarius
- Fenestrosaure ("Fenestrosaurus") — nomen nudum; Oviraptor
- Ferganasaure (Ferganasaurus)
- Ferganosaure (Ferganosaurus)[10] — nom erroni de ferganasaure
- Ferganocephale
- Frenguellisaure (Frenguellisaurus) — sinònim més modern de l'herrerasaure

- Fruitadens
- Fukuiraptor
- Fukuisaure (Fukuisaurus)
- Fukuititan
- Fulengia
- Fulguroteri (Fulgurotherium)

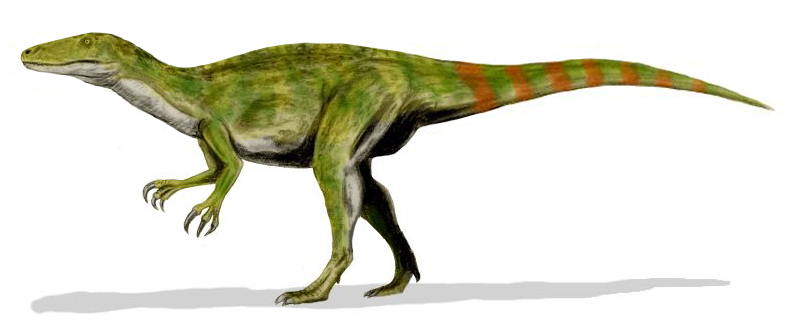
Possible aspecte d'un Fukuiraptor.

- "Fusinasus" — nomen nudum; Eotyrannus
- Fusuisaure (Fusuisaurus)
- Futabasaure ("Futabasaurus") — nomen nudum actualment identificat com un plesiosaure
- Futalognkosaure (Futalognkosaurus)
- Futalongkosaure ("Futalongkosaurus") — variant del nom futalognkosaure

## G
| Índex: A B C D E F G H I J K L M N O P Q R S T U V W X Y Z — Vegeu també |

- Gadolosaure ("Gadolosaurus") — nomen nudum
- Galesaure (Galesaurus) — en realitat un teràpsid
- Gallimimus
- Galtonia — en realitat un pseudosuqui; possiblement un sinònim més modern de Revueltosaurus
- Galveosaure (Galveosaurus)
- Galvesaure (Galvesaurus) — sinònim més modern del galveosaure
- "Gansutitan" - nomen nudum; Daxiatitan
- Gargoyleosaure (Gargoyleosaurus)
- Garudimimus
- Gasosaure (Gasosaurus)
- Gasparinisaura
- Gastonia
- Gavinosaure ("Gavinosaurus") — nomen nudum; Eotyrannus
- Geminiraptor
- Genusaure (Genusaurus)
- Genyodectes
- Geranosaure (Geranosaurus)
- Giganotosaure (Giganotosaurus)
- Gigantoraptor
- Gigantosaure (Gigantosaurus) (Seeley, 1869)
- "Gigantosaurus" (E. Fraas, 1908) — nom ja ocupat, actualment conegut com a Tornieria, Malawisaurus i Janenschia
- Gigantoscelus — sinònim més modern d'Euskelosaurus
- Gigantspinosaure (Gigantspinosaurus)
- Gilmoreosaure (Gilmoreosaurus)
- "Ginnareemimus" — nomen nudum; Kinnareemimus
- Giraffatitan — possible sinònim més modern del braquiosaure
- Glacialisaure (Glacialisaurus)
- Glishades
- Glyptodontopelta

- Gobiceratop (Gobiceratops)

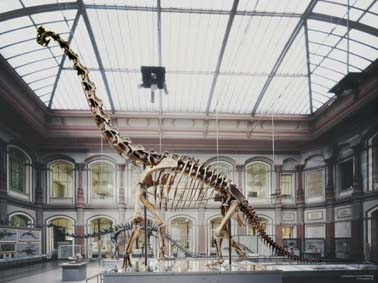
Esquelet de Brachiosaurus brancai, també conegut com Giraffatitan.

- Gobípterix (Gobipteryx) — en realitat un ocell enantiornit
- Gobisaure (Gobisaurus)
- Gobititan
- "Godzillasaure" ("Godzillasaurus") — nomen nudum; gojirasaure
- Gojirasaure (Gojirasaurus)
- Gondwanatitan
- Gongbusaure (Gongbusaurus)
- Gongxianosaure (Gongxianosaurus)
- Gorgosaure (Gorgosaurus)
- Goyocephale
- Graciliceratop (Graciliceratops)
- Graciliraptor
- Gracilisuchus — en realitat un arcosaure no dinosaure
- Gravisaure "Gravisaurus" — nomen nudum; lurdusaure
- Gravitholus
- Gresslyosaure (Gresslyosaurus) — sinònim més modern del plateosaure
- Griphornis — sinònim més modern de l'ocell arqueòpterix
- Grifosaure (Griphosaurus) — sinònim més modern de l'ocell arqueòpterix
- "Gripposaurus" — nomen nudum; "Gyposaurus" sinensis
- Gryponyx — sinònim més modern de Massospondylus
- Griposaure (Gryposaurus)
- Guaibasaure (Guaibasaurus)
- Guanlong
- Gwyneddosaure (Gwyneddosaurus) — un Tanystropheus
- Guiposaure (Gyposaurus)

## H
| Índex: A B C D E F G H I J K L M N O P Q R S T U V W X Y Z — Vegeu també |

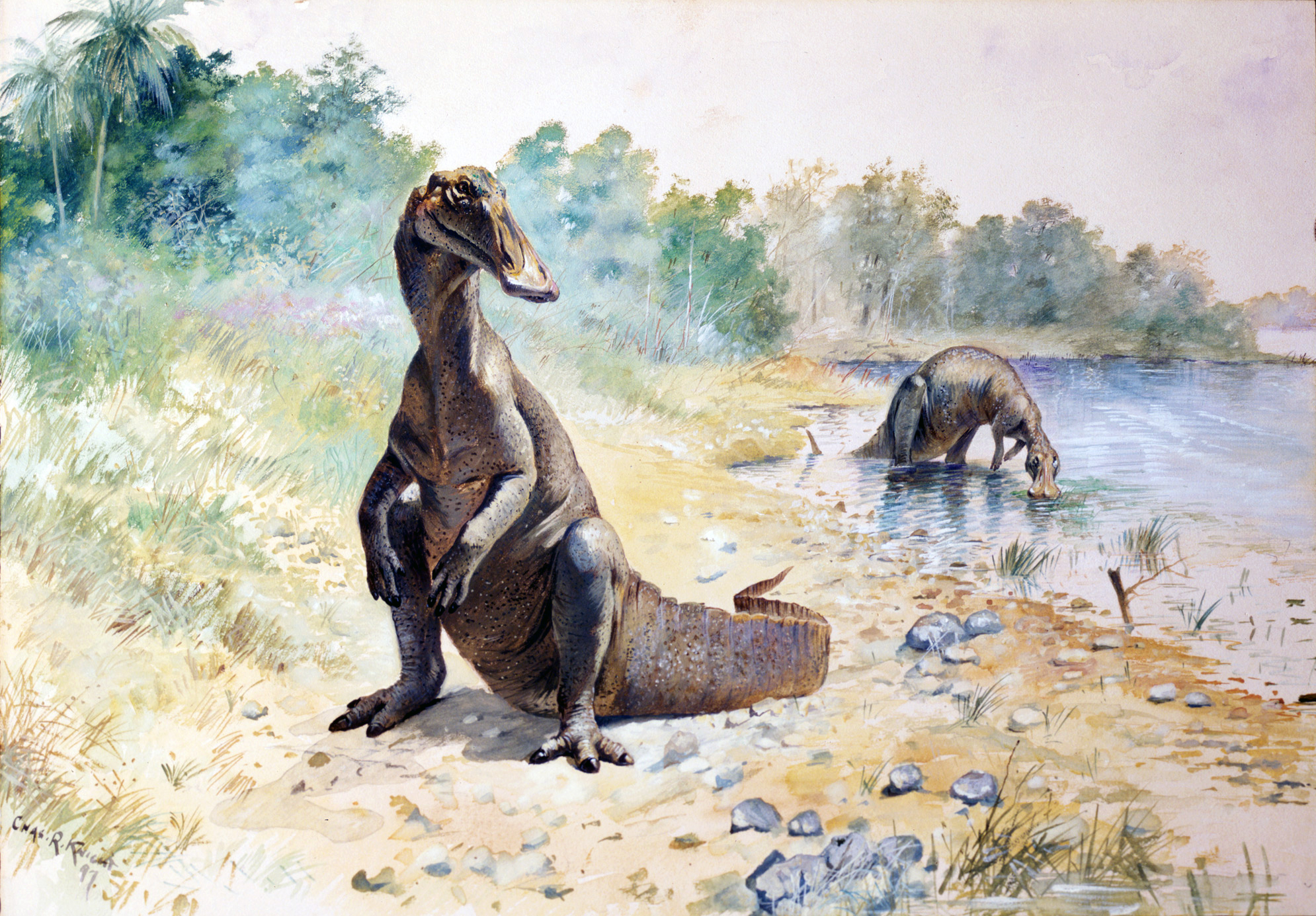
Dibuix antic d'un hadrosaure (Hadrosaurus)

- "Hadrosauravus" — nomen nudum; sinònim més modern de Gryposaurus
- Hadrosaure (Hadrosaurus)
- Hagryphus
- Hallopus — en realitat un cocodrilià
- Halticosaure (Halticosaurus)
- Hanssuesia
- Hanwulosaure ("Hanwulosaurus") — nomen nudum
- Haplocantosaure (Haplocanthosaurus)
- "Haplocanthus" — nom pre-ocupat, actualment conegut com a haplocantosaure
- Haplocheirus
- Harpymimus
- Hecatasaure (Hecatasaurus) — sinònim més modern del telmatosaure
- Heilongjiangosaurus "Heilongjiangosaure" — nomen nudum
- Heishansaure (Heishansaurus)
- Helioceratop (Helioceratops)
- "Helopus" — nom pre-ocupat, actualment conegut com a Euhelopus
- Heptasteornis
- Herbstosaure (Herbstosaurus) — en realitat un pterosaure
- Herrerasaure (Herrerasaurus)
- Hesperonychus
- Hesperosaure (Hesperosaurus)
- Heteredontosaure (Heterodontosaurus)
- Hetereosaure (Heterosaurus) — sinònim més modern de l'iguanodon
- Hexinlusaure (Hexinlusaurus)
- Heyuannia
- Hierosaure (Hierosaurus) — sinònim més modern del nodosaure
- Hikanodon — sinònim més modern de Iguanodon
- Hippodraco
- Hironosaure ("Hironosaurus") — nomen nudum
- Hisanohamasaure ("Hisanohamasaurus") — nomen nudum
- Histriasaure (Histriasaurus)
- Homalocephale
- Honghesaure ("Honghesaurus") — nomen nudum; yandusaure
- Hongshanosaure (Hongshanosaurus)
- Hoplitosaure (Hoplitosaurus)
- Hoplosaure (Hoplosaurus) — sinònim més modern de l'estruciosaure
- Hortalotarsus — sinònim més modern de Massospondylus
- Huabeisaure (Huabeisaurus)
- Huanghetitan
- Huaxiagnathus
- Huaxiasaure ("Huaxiasaurus") — nomen nudum; Huaxiagnathus
- Huayangosaure (Huayangosaurus)

- Hudiesaure (Hudiesaurus)
- Hulsanpes — possiblement un ocell
- Hungarosaure (Hungarosaurus)
- Hileosare (Hylaeosaurus)
- Hilosaure (Hylosaurus) — sinònim més modern del hileosaure
- Hipacrosaure (Hypacrosaurus)
- Hipselosaure (Hypselosaurus)
- Hypselospinus
- "Hypselorhachis" — nomen nudum
- Hypsibema
- Hypsilophodon
- Hypsirophus — probablement un sinònim més modern de l'estegosaure

## I
| Índex: A B C D E F G H I J K L M N O P Q R S T U V W X Y Z — Vegeu també |

- Ichabodcraniosaure ("Ichabodcraniosaurus") — nomen nudum; probablement Velociraptor
- Ignavusaurus
- Iguanacolossus
- Iguanadont (Iguanodon)
- "Iguanoides" — nomen nudum; iguanodont
- Iguanosaure ("'Iguanosaurus") — nomen nudum; iguanodont
- Iliosuchus
- Ilokelesia
- Incisivosaure (Incisivosaurus)

- Indosaure (Indosaurus)
- Indosuchus

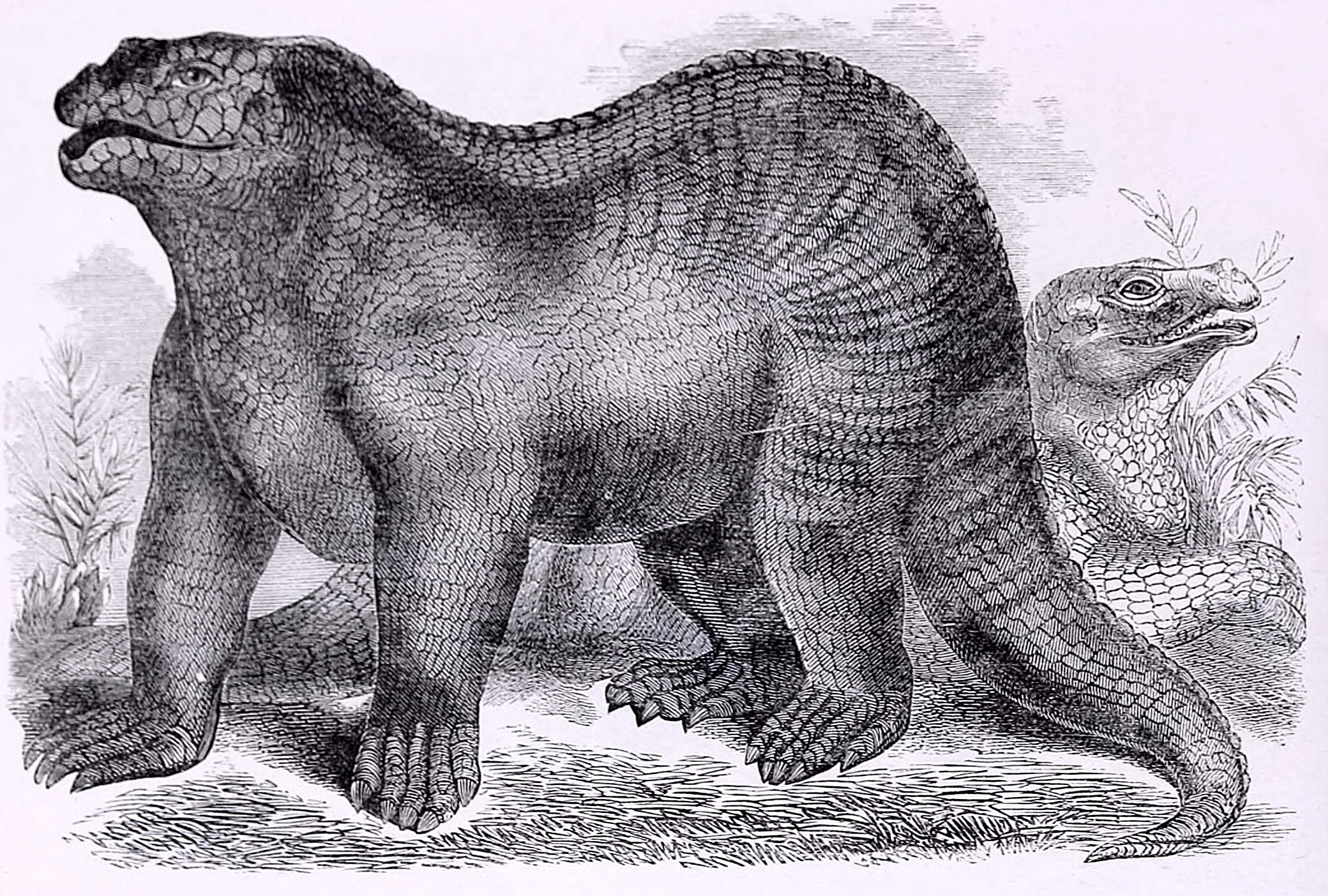
Dibuix antic i incorrecte d'un iguanodont

- "Ingenia" — nom pre-ocupat, encara no s'ha reanomenat
- Inosaure (Inosaurus)
- Irritator
- Isanosaure (Isanosaurus)
- Ischisaurus — sinònim més modern de l'herrerasaure
- Isquirosaure ("Ischyrosaurus") — nom pre-ocupat, encara no s'ha reanomenat
- Isisaure (Isisaurus)
- Issasaure ("Issasaurus") — nomen nudum; dicreosaure
- Itemirus
- Iuticosaure (Iuticosaurus)

## J
| Índex: A B C D E F G H I J K L M N O P Q R S T U V W X Y Z — Vegeu també |

- Jainosaure (Jainosaurus)
- Janenschia
- Jaxartosaure (Jaxartosaurus)
- Jeholornis — en realitat un ocell
- Jeholsaure (Jeholosaurus)
- Jenghizkhan — sinònim més modern del tarbosaure
- Jensenosaure ("Jensenosaurus") — nomen nudum; supersaure
- Jeyawati
- Jiangjunmiaosaure ("Jiangjunmiaosaurus") — nomen nudum; monolofosaure
- Jiangjunosaure (Jiangjunosaurus)
- Jiangshanosaure (Jiangshanosaurus)

- Jinfengòpterix (Jinfengopteryx)
- Jingshanosaure (Jingshanosaurus)
- Jintasaurus
- Jinzhousaure (Jinzhousaurus)
- Jiutaisaure (Jiutaisaurus)

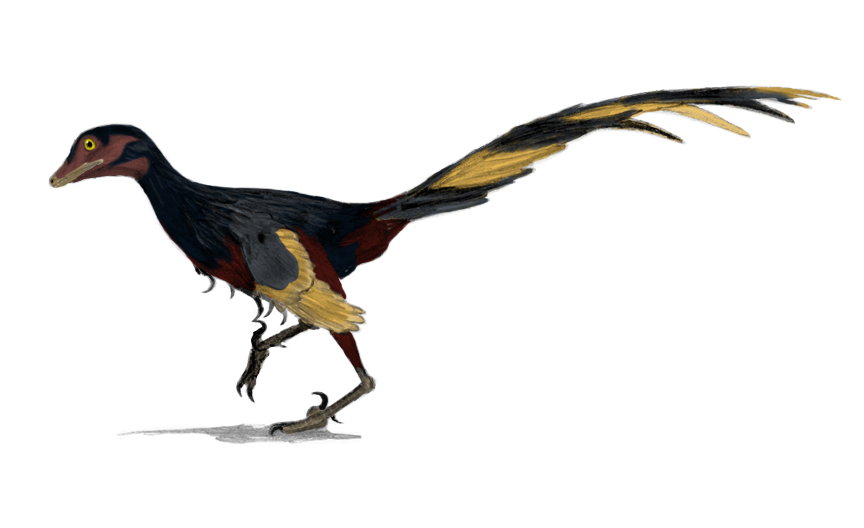
Jinfengòpterix.

- Jixiangornis — en realitat un ocell
- Jobaria
- Jubbulpuria
- Juràpterix (Jurapteryx) — sinònim més modern de l'ocell arqueòpterix
- Jurassosaure ("Jurassosaurus") — nomen nudum; tianchisaure
- Juravenator

## K
| Índex: A B C D E F G H I J K L M N O P Q R S T U V W X Y Z — Vegeu també |

- Kagasaure ("Kagasaurus") — nomen nudum
- Kaijiangosaure (Kaijiangosaurus)
- Kakuru
- Kangnasaure (Kangnasaurus)
- Karongasaure (Karongasaurus)
- Katsuyamasaure ("Katsuyamasaurus") — nomen nudum
- Kayentavenator
- Kelmayisaure (Kelmayisaurus)
- Kemkemia[11]
- Centrosaure (Kentrosaurus)

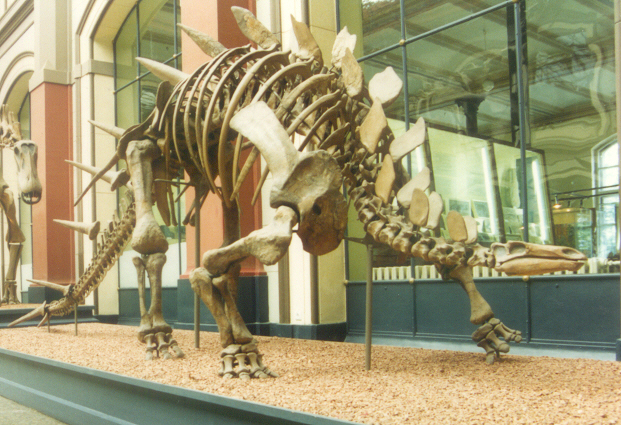
Esquelet d'un centrosaure

- Centrurosaure (Kentrurosaurus) — sinònim més modern del centrosaure
- Cerberosaure (Kerberosaurus)
- Khaan
- Khateranisaure ("Khateranisaurus")[12] — nom erroni del khetranisaure ("Khetranisaurus")
- Khetranisaure (Khetranisaurus)
- Kileskus
- Kinnareemimus
- Kitadanisaure ("Kitadanisaurus") — nomen nudum; Fukuiraptor
- Kittysaure ("Kittysaurus") — nomen nudum; Eotyrannus
- Klamelisaure (Klamelisaurus)
- Kol
- Koparion
- Coreaceratop (Koreaceratops)[13]
- Coreanosaure ("Koreanosaurus") — nomen nudum
- Coreasaure ("Koreasaurus")[6] — nomen nudum; probablement una manera alternativa d'anomenar el "coreanosaure"
- Kosmoceratops
- Kotasaure (Kotasaurus)
- Coutalisaure (Koutalisaurus)
- Critosaure (Kritosaurus)
- Criptop (Kryptops)
- Krzyzanowskisaure (Krzyzanowskisaurus) — probablement un pseudosuqui (?revueltasaure Revueltosaurus)
- Kukufeldia
- Kulceratops
- Kunmingosaure (Kunmingosaurus) — potser un nomen nudum
- Kuszholia — probablement un ocell

## L
| Índex: A B C D E F G H I J K L M N O P Q R S T U V W X Y Z — Vegeu també |

- Labocania
- Labrosaure (Labrosaurus) — sinònim més modern de l'al·losaure
- "Laelaps" — nom pre-ocupat, actualment conegut com a driptosaure
- Laevisuchus
- Lagerpeton — en realitat un dinosauromorf no dinosaure
- Lagosuchus — en realitat un dinosauromorf no dinosaure
- Lamaceratop (Lamaceratops)
- Lambeosaure (Lambeosaurus)
- Lametasaure (Lametasaurus)
- Lamplughsaura
- Lanasaure (Lanasaurus)
- Lancangjiangosaure ("Lancangjiangosaurus"[6] — nom alternatiu del lancanjiangosaure
- Lancangosaure ("Lancangosaurus") — nomen nudum; datousaure
- Lancanjiangosaure ("Lancanjiangosaurus") — nomen nudum
- Lanzhousaure (Lanzhousaurus)
- Laornis — en realitat un ocell
- Laosaure (Laosaurus)
- Laplatasaure (Laplatasaurus)
- Lapparentosaure (Lapparentosaurus)
- Leaellynasaura
- Leipsanosaure (Leipsanosaurus) — sinònim més modern de l'estruciosaure
- Lengosaure ("Lengosaurus") — nomen nudum; Eotyrannus

- Leptoceratop (Leptoceratops)
- Leptospondylus — sinònim més modern de Massospondylus
- Leshansaurus[14]
- Lesothosaure (Lesothosaurus)
- Lessemsaure (Lessemsaurus)
- Levnesovia
- Lewisuchus — en realitat un dinosauromorf no dinosaure
- Lexovisaure (Lexovisaurus)
- Liaoceratop (Liaoceratops)
- Liaoningosaure (Liaoningosaurus)
- Liassaure ("Liassaurus") — nomen nudum
- Libicosaure (Libycosaurus) — en realitat un mamífer antracoteri
- Ligabueino
- Ligabuesaure (Ligabuesaurus)
- Ligomasaure ("Ligomasaurus") — nomen nudum, probablement un braquiosaure o Giraffatitan
- Likhoelesaure ("Likhoelesaurus") — nomen nudum; possiblement no dinosaure
- Liliensternus
- Limaysaure (Limaysaurus)
- "Limnornis" — nom pre-ocupat, actualment conegut com els ocells Eurolimnornis i Palaeocursornis
- Limnosaure ("Limnosaurus") — nom pre-ocupat, actualment conegut com a telmatosaure (Telmatosaurus)
- Limusaure (Limusaurus)
- Linheraptor
- Lirainosaure (Lirainosaurus)
- Lisboasaure (Lisboasaurus) — en realitat un crocodilià
- Liubangosaure (Liubangosaurus)
- Loncosaure (Loncosaurus)
- Longisquama — en realitat algun tipus de rèptil no dinosaure
- Longosaure (Longosaurus) — sinònim més modern de Coelophysis
- Lophorhothon
- Lophostropheus
- Loricatosaure (Loricatosaurus)
- Loricosaure (Loricosaurus) — possiblement un sinònim més modern del neuquensaure
- Losillasaure (Losillasaurus)
- Lourinhanosaure (Lourinhanosaurus)
- Lourinhasaure (Lourinhasaurus)
- Luanchuanraptor
- Luanpingosaure ("Luanpingosaurus") — nomen nudum; un psitacosaure
- Lucianosaure (Lucianosaurus) — en realitat un arcosauriforme no dinosaure
- Lufengocephalus — sinònim més modern del lufengosaure
- Lufengosaure (Lufengosaurus)
- Lukousaure (Lukousaurus)
- Luoyanggia
- Lurdusaure (Lurdusaurus)
- Lusitanosaure (Lusitanosaurus)
- Lusotitan
- Lycorhinus

## M
| Índex: A B C D E F G H I J K L M N O P Q R S T U V W X Y Z — Vegeu també |

- Macelognathus — en realitat un cocodrilià esfenosuqui
- Machairasaurus[15]
- Macrodontophion
- Macrogrifosaure (Macrogryphosaurus)
- Macrophalangia — sinònim més modern de Chirostenotes
- Macroscelosaure ("Macroscelosaurus") — nomen nudum; probablement sinònim més modern de Tanystropheus
- Macrurosaure (Macrurosaurus)
- "Madsenius" — nomen nudum
- Magnirostris
- Magnosaure (Magnosaurus)
- "Magulodon" — nomen nudum
- Magiarosaure (Magyarosaurus)
- Mahakala
- Maiasaura
- Majungasaure (Majungasaurus)
- Majungatholus — probablement sinònim més modern de Majungasaure (Majungasaurus)
- Malargüesaure (Malarguesaurus)
- Malawisaure (Malawisaurus)
- Maleevosaure (Maleevosaurus) — sinònim més modern del tarbosaure
- Maleevus

- Mamentxisaure (Mamenchisaurus)
- Mandschurosaurus

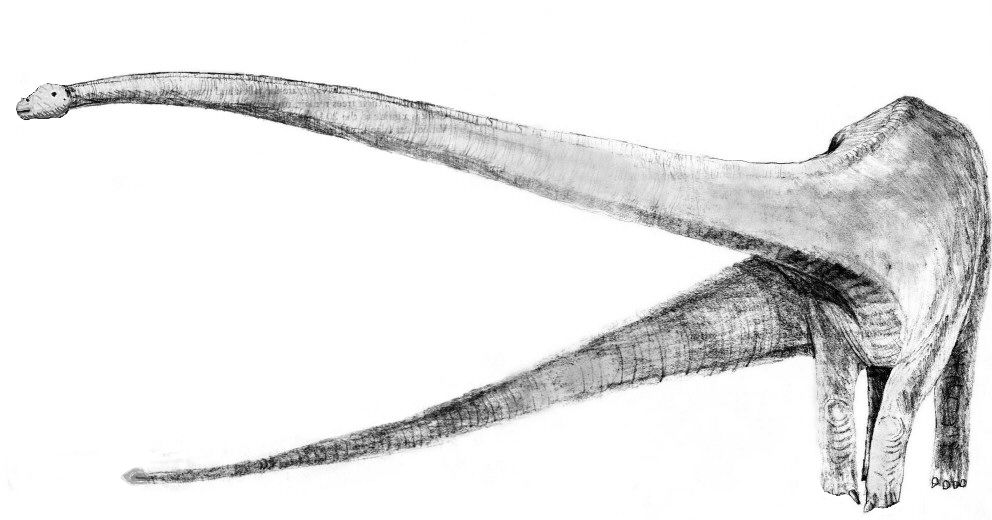
Mamentxisaure (Mamenchisaurus)

- Manospondylus — sinònim de Tyrannosaurus
- Mantellisaure (Mantellisaurus)
- Mapusaure (Mapusaurus)
- Marasuchus — en realitat un dinosauromorf no dinosaure
- Marisaure (Marisaurus)
- Marmarospondylus — probablement sinònim més modern de Bothriospondylus
- Marshosaure (Marshosaurus)
- Masiacasaure (Masiakasaurus)
- Massospondylus
- Maxacalisaure (Maxakalisaurus)
- Medusaceratop ("Medusaceratops")
- Megacervixosaure ("Megacervixosaurus") — nomen nudum
- "Megadactylus" — nom pre-ocupat, actualment conegut com a anquisaure
- Megadontosaure ("Megadontosaurus") — nomen nudum; Microvenator
- Megalosaure (Megalosaurus)
- Megapnosaure (Megapnosaurus)
- Megaraptor
- Mei
- Melanorosaure (Melanorosaurus)
- Mendozasaure (Mendozasaurus)
- Merosaure ("Merosaurus") — nomen nudum
- Metriacantosaure (Metriacanthosaurus)
- "Microcephale" — nomen nudum
- Microceratop ("Microceratops") — nom pre-ocupat, actualment conegut com a Microceratus
- Microceratus
- Microcoelus — sinònim més modern del saltasaure
- Microdontosaure ("Microdontosaurus") — nomen nudum
- Microhadrosaure (Microhadrosaurus)
- Micropaquicefalosaure (Micropachycephalosaurus)
- Microraptor
- Microsaurop (Microsaurops) — sinònim més modern de Saltasaurus
- Microvenator
- Mifunesaure ("Mifunesaurus") — nomen nudum
- Minmi
- Minotaurasaure (Minotaurasaurus)
- Miragaia
- Mirischia
- Moabosaure ("Moabosaurus") — nomen nudum
- Mochlodon
- Mohammadisaure ("Mohammadisaurus") — nomen nudum; Tornieria

- Mojoceratop (Mojoceratops)
- Mongolosaure (Mongolosaurus)
- Monkonosaure (Monkonosaurus)
- Monoclonius
- Monolofosaure (Monolophosaurus)

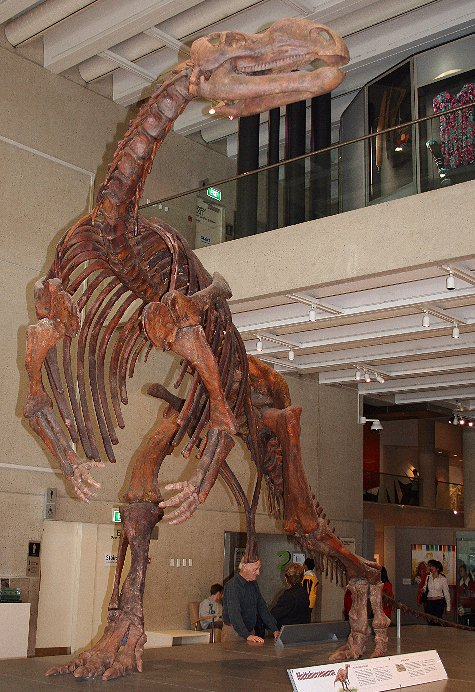
Esquelet del muttaburrasaure

- "Mononychus" — nom pre-ocupat, actualment conegut com a Mononykus
- Mononykus
- Montanoceratop (Montanoceratops)
- Morinosaure (Morinosaurus)
- Morosaure (Morosaurus) — sinònim més modern de Camarasaurus
- "Moshisaurus" — nomen nudum; ?mamentxisaure
- Mtapaiasaure ("Mtapaiasaurus") — nomen nudum, probablement el braquiosaure o Giraffatitan
- Mtotosaure ("Mtotosaurus") — nomen nudum; dricaosaure (Dicraeosaurus)
- Mussaure (Mussaurus)
- Muttaburrasaure (Muttaburrasaurus)
- Muyelensaurus
- Mymoorapelta

## N
| Índex: A B C D E F G H I J K L M N O P Q R S T U V W X Y Z — Vegeu també |

- Naashoibitosaure (Naashoibitosaurus)
- Nanningosaure (Nanningosaurus)
- Nanosaure (Nanosaurus)
- Nanotyrannus — possiblement un juvenil de Tyrannosaurus o un altre tiranosàurid[16]
- Nanshiungosaure (Nanshiungosaurus)
- Nanyangosaure (Nanyangosaurus)
- Nectosaure ("Nectosaurus") — nom pre-ocupat, actualment conegut com a Critosaure (Kritosaurus)
- Nedcolbertia
- Nodoceratop (Nedoceratops)
- Neimongosaure (Neimongosaurus)
- "Nemegtia" — nom pre-ocupat, actualment conegut com a Nemegtomaia
- Nemegtomaia
- Nemegtosaure (Nemegtosaurus)
- Neosaure ("Neosaurus") — nom pre-ocupat, actualment conegut com a parrosaure (possiblement un sinònim més modern d'Hypsibema)
- Neosodon
- Neovenator
- Neuquenraptor
- Neuquensaure (Neuquensaurus)
- Newtonsaure ("Newtonsaurus") — nomen nudum
- Ngexisaure ("Ngexisaurus") — nomen nudum
- Nigersaure (Nigersaurus)
- Ninghsiasaure ("Ninghsiasaurus") — nomen nudum; pinacosaure
- Niobrarasaure (Niobrarasaurus)
- Niponosaure (Nipponosaurus)
- Noasaure (Noasaurus)
- Nodocefalosaure (Nodocephalosaurus)
- Nodosaure (Nodosaurus)
- Nomingia

- Nopcsaspondylus
- Nothronychus
- Notoceratop (Notoceratops)
- Notohypsilophodon

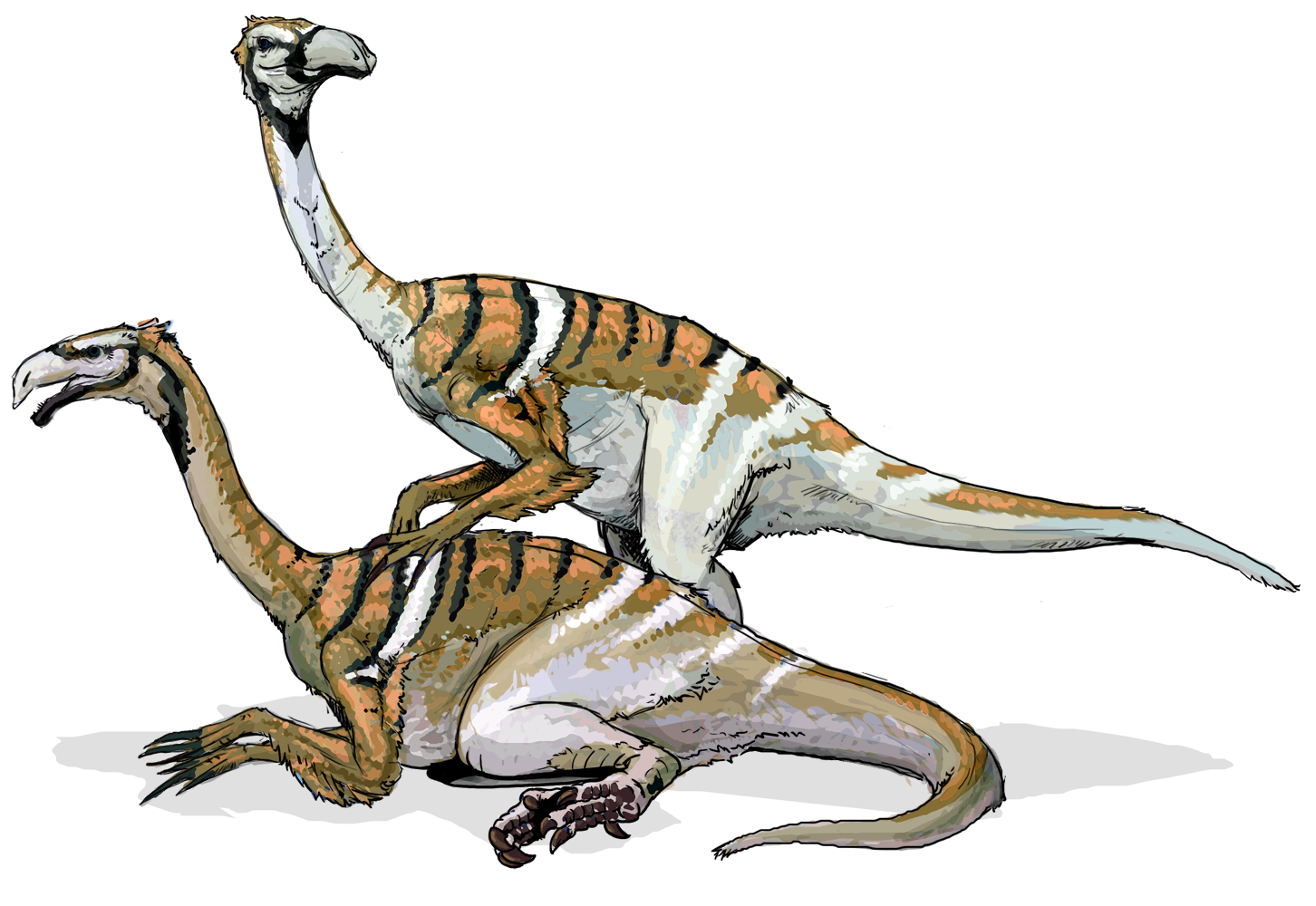
Nanshiungosaure

- Nouerosaurus ("Nouerosaurus")[6] — variant del nom nurosaure
- Nqwebasaure (Nqwebasaurus)
- Nteregosaure ("Nteregosaurus") — nomen nudum; Janenschia
- Nuoerosaure ("Nuoerosaurus") — variant del nom nurosaure
- Nuoersaure ("Nuoersaurus") — variant del nom nurosaure
- Nurosaure ("Nurosaurus")[6] — nomen nudum
- Nuthetes
- Nyasasaure ("Nyasasaurus") — nomen nudum; possiblement no dinosaure
- Nyororosaure ("Nyororosaurus") — nomen nudum; dicreosaure

## O
| Índex: A B C D E F G H I J K L M N O P Q R S T U V W X Y Z — Vegeu també |

- Ohmdenosaure (Ohmdenosaurus)
- Ojoceratop (Ojoceratops)
- Oligosaure (Oligosaurus) — sinònim més modern de Rhabdodon
- Olorotitan
- Omeisaure (Omeisaurus)
- Omnivoròpterix (Omnivoropteryx) - probablement un ocell
- Omosaure ("Omosaurus") — nom ja ocupat, actualment conegut com a Dacentrurus
- Onicosaure (Onychosaurus) — sinònim de Rhabdodon o un ancilosaure dubtós
- Opisthocoelicaudia
- Oplosaure (Oplosaurus)
- "Orcomimus" — nomen nudum
- Orinosaure (Orinosaurus) — sinònim més modern de l'orosaure
- Orkoraptor
- Ornatotholus
- Ornithodesmus
- "Ornithoides" — nomen nudum; Saurornithoides
- Ornitholestes

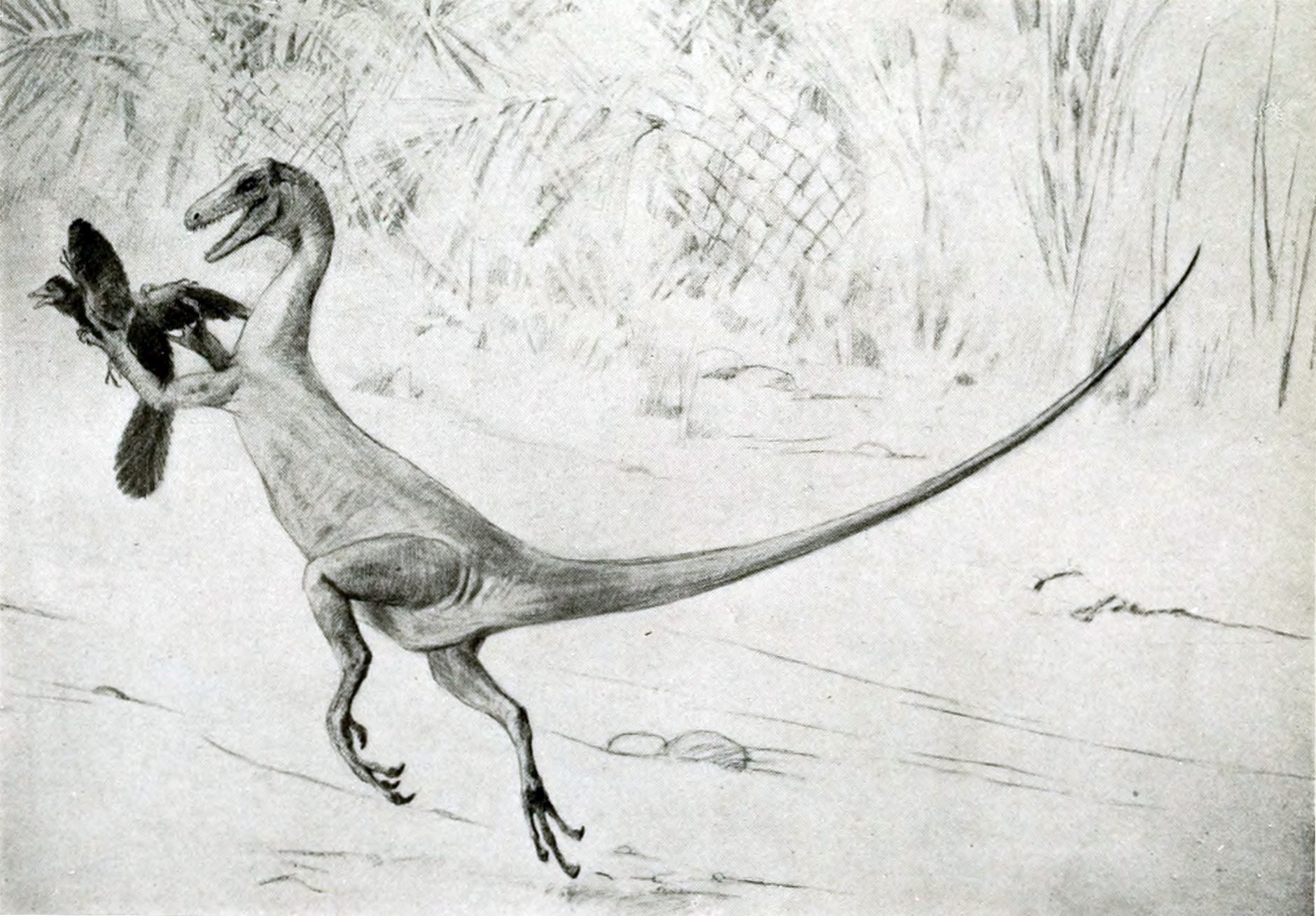
Ornitholestes

- Ornithomerus — sinònim més modern de Rhabdodon
- Ornithomimoides
- Ornithomimus
- Ornithopsis
- Ornithosuchus — en realitat un arcosaure no dinosaure
- Ornithotarsus — possiblement un sinònim més modern de l'hadrosaure
- Orodromeus
- Orosaure (Orosaurus) — possiblement un sinònim més modern de l'eusquelosaure
- Ortogoniosaure (Orthogoniosaurus)
- Orthomerus
- Oryctodromeus
- Oshanosaure ("Oshanosaurus") — nomen nudum
- Othnielia
- Othnielosaure (Othnielosaurus)
- Otogosaure ("Otogosaurus") — nomen nudum
- Uranosaure (Ouranosaurus)
- Oviraptor
- "Ovoraptor" — nomen nudum; Velociraptor
- Owenodon[9]
- Ozraptor

## P
| Índex: A B C D E F G H I J K L M N O P Q R S T U V W X Y Z — Vegeu també |

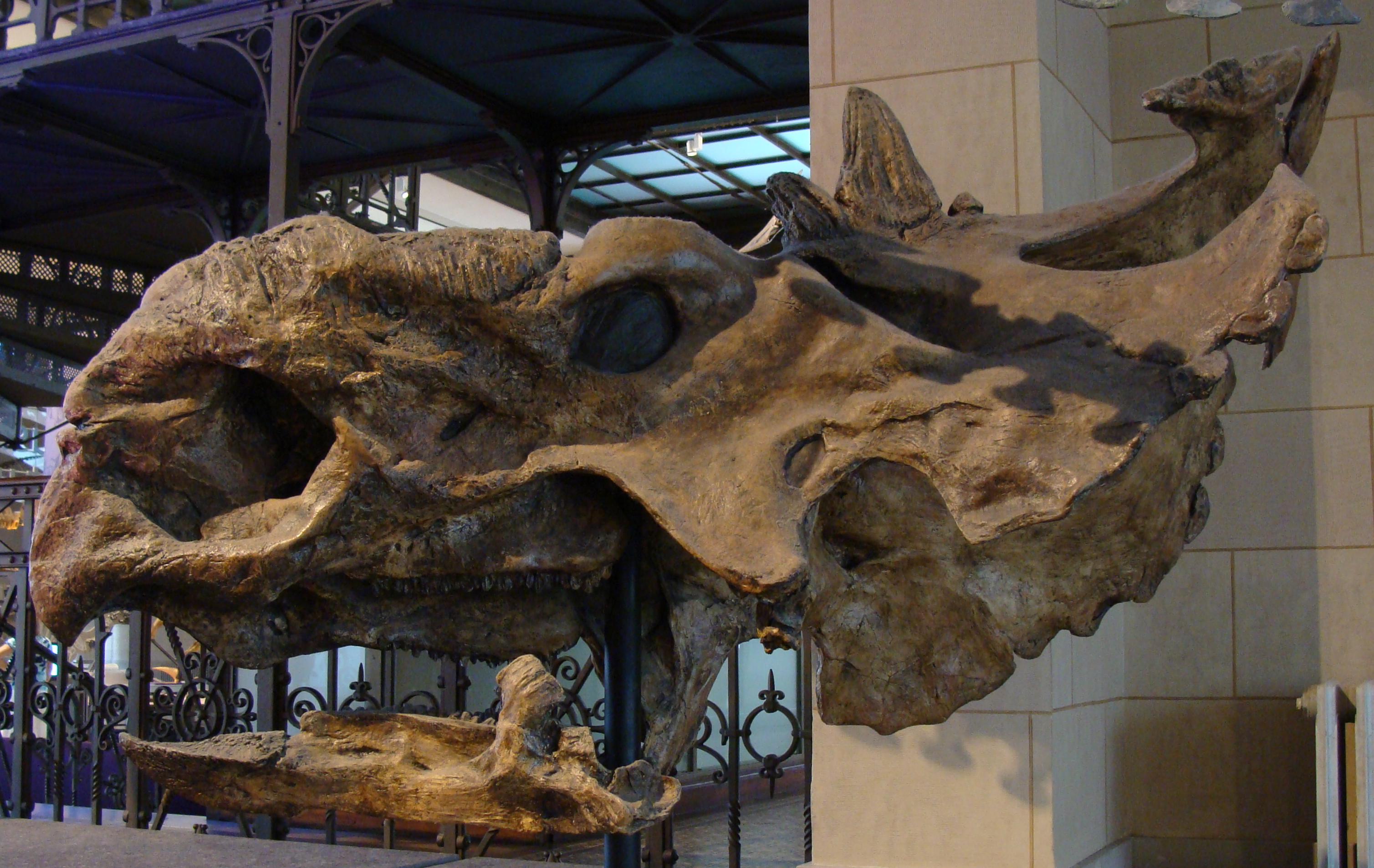
Crani de paquirinosaure (Pachyrhinosaurus)

- Paquicefalosaure (Pachycephalosaurus)
- Paquirinosaure (Pachyrhinosaurus)
- Pachysauriscus — probablement un sinònim més modern del plateosaure
- Paquisaurop (Pachysaurops) — probablement un sinònim més modern del plateosaure
- Paquisaure ("Pachysaurus") — nom pre-ocupat, avui conegut com a Pachysauriscus; probablement un sinònim més modern del plateosaure
- Pachyspondylus — probablement un sinònim més modern de Massospondylus

- Pakisaure (Pakisaurus)

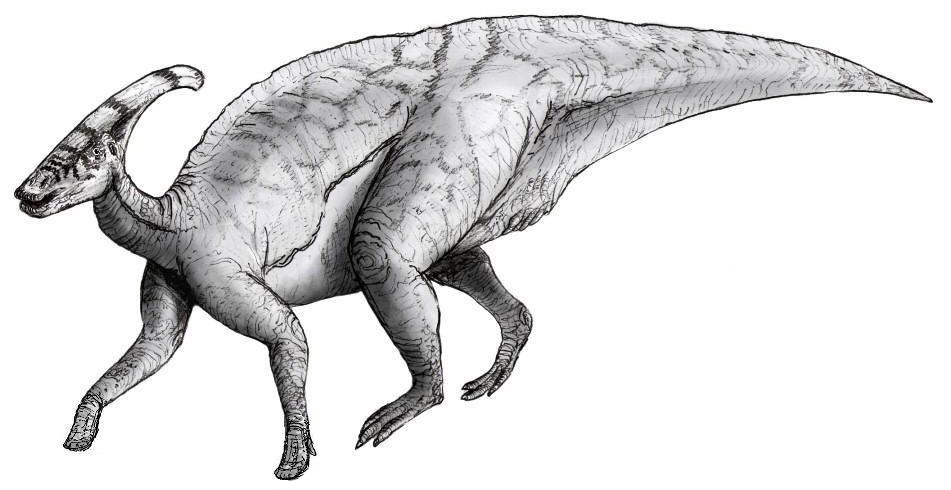
Parasaurolophus

- Palaeoctonus — en realitat un fitosaure
- Palaeocursornis — possiblement un ocell
- "Palaeolimnornis" — nomen nudum; Palaeocursornis, probablement un ocell
- Paleòpterix (Palaeopteryx) — possiblement un ocell
- Palaeosauriscus — sinònim més modern del paleosaure
- Paleosaure ("Palaeosaurus") (Riley & Stutchbury, 1836) — nom pre-ocupat, avui en dia conegut com a paleosaure
- Paleosaure ("Palaeosaurus") (Fitzinger, 1840) — nom pre-ocupat, avui en dia conegut com a esfenosaure, un procolofònid no dinosaure
- Palaeoscincus
- Paleosaure (Paleosaurus) — en realitat un arcosaure no dinosaure
- Paludititan
- Paluxisaure (Paluxysaurus)
- Panamericansaure (Panamericansaurus)
- Panoplosaure (Panoplosaurus)
- Panphagia
- Pantydraco
- "Paraiguanodon" — nomen nudum; bactrosaure
- Paralititan
- Paranthodon
- Pararhabdodon
- Parasaurolophus
- Pariasaure (Pareiasaurus) — en realitat un pariasaure
- "Parhabdodon"[6] — nomen nudum; nom erroni de Pararhabdodon
- Parksosaure (Parksosaurus)
- Paronychodon
- Parrosaure (Parrosaurus) — possiblement un sinònim més modern de Hypsibema
- Parvicursor
- Patagonykus
- Patagosaure (Patagosaurus)
- Patricosaure ("Patricosaurus") —en realitat una quimera de diversos rèptils no dinosaures
- Pawpawsaure (Pawpawsaurus)
- Pectinodon — sinònim més modern de Troodon
- Pedopenna
- Peishansaure (Peishansaurus)
- Pequinosaure (Pekinosaurus) — en realitat un pseudosuqui; possiblement un sinònim més modern del revueltosaure
- Pelecanimimus
- Pellegrinisaure (Pellegrinisaurus)
- Peloroplites
- Pelosaure (Pelorosaurus)
- Peltosaure ("Peltosaurus") — nom pre-ocupat, actualment conegut com a Sauropelta
- Penelopognathus
- Pentaceratop (Pentaceratops)

- Fedrolosaure (Phaedrolosaurus)
- Phuwiangosaure (Phuwiangosaurus)
- Phyllodon

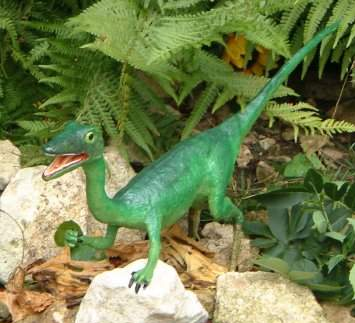
Model d'un Procompsognathus.

- Piatnitzkisaure (Piatnitzkysaurus)
- Picrodon — sinònim més modern d'Avalonianus
- Pinacosaure (Pinacosaurus)
- Pisanosaure (Pisanosaurus)
- Pitecunsaure (Pitekunsaurus)
- Piveteausaure (Piveteausaurus)
- Planicoxa
- Plateosauravus
- Plateosaure (Plateosaurus)
- Platiceratop (Platyceratops)
- Pleurocoelus — possiblement un Astrodon
- Pleuropeltus — sinònim més modern de l'estruciosaure
- Pneumatoarthrus — en realitat una tortuga
- Pneumatoraptor
- Podoquesaure (Podokesaurus)
- Poekilopleuron
- Polacanthoides — sinònim més modern de l'hileosare
- Polacanthus
- Poliodontosaure (Polyodontosaurus) — sinònim més modern de Troodon
- Polyonax
- Ponerosteus
- Poposaure (Poposaurus) — en realitat un arcosaure no dinosaure
- Postosuchus — en realitat un rauisuc
- Pradhania
- Prenocephale
- Prenoceratop (Prenoceratops)
- Priconodon
- Priodontognathus
- Probactrosaure (Probactrosaurus)
- Proceratop (Proceratops) — sinònim més modern del ceratop
- Proceratosaure (Proceratosaurus)
- Procerosaurus (von Huene, 1902) — actualment un arcosauromorf prolacertiforme
- Procerosaure ("Procerosaurus") (Fritsch, 1905) — nom pre-ocupat, actualment conegut com a Ponerosteus
- Proqueneosaure (Procheneosaurus) — sinònim més modern del lambeosaure.

- Procompsognathus
- Prodeinodon

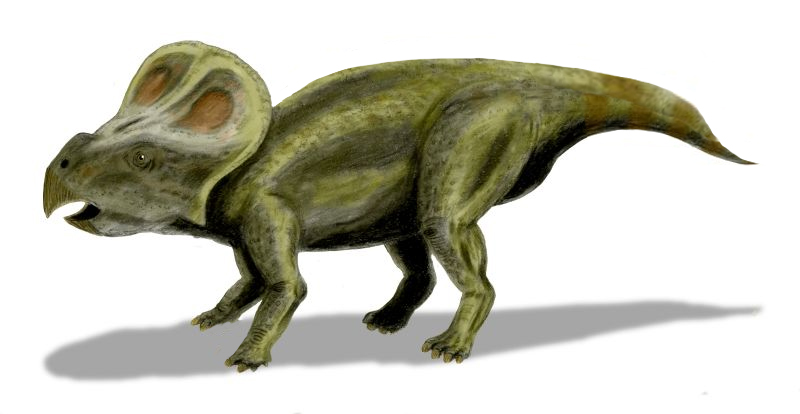
Protoceratop (Protoceratops)

- "Proiguanodon" — nomen nudum; Iguanodon
- Proplanicoxa[17]
- Prosaurolophus
- Protarqueòpterix (Protarchaeopteryx)
- Protecovasaure (Protecovasaurus) — en realitat un arcosauriforme no dinosaure
- Protiguanodon — sinònim més modern de Psittacosaurus
- Protoavis — descrit com a ocell, probablement una quimera que inclou ossos de dinosaure
- Protoceratop (Protoceratops)
- Protognathosaurus
- "Protognathus" — nom pre-ocupat, actualment conegut com a protognatosaure
- Protohadros
- Protorosaure (Protorosaurus) (von Meyer, 1830) — actualment un rèptil no dinosaure
- "Protorosaure" (Lambe, 1914) — nom pre-ocupat, actualment conegut com a casmosaure
- "Protrachodon" — nomen nudum; Orthomerus

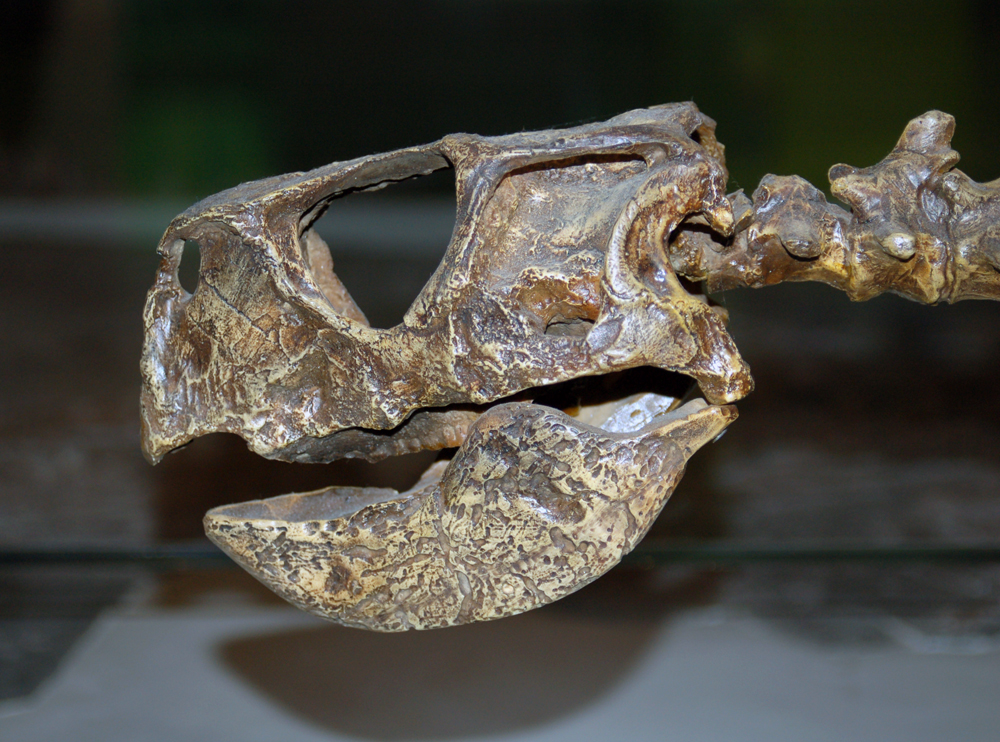
Psittacosaurus mongoliensis

- Proyandusaure ("Proyandusaurus") — nomen nudum; hexinlusaure.
- Pseudolagosuchus — en realitat un dinosauromorf no dinosaure
- Psitacosaure (Psittacosaurus)
- Pteropelyx
- Pterospondylus
- Puertasaure (Puertasaurus)
- Pukyongosaure (Pukyongosaurus)
- Picnonemosaure (Pycnonemosaurus)
- Pyroraptor

## Q
| Índex: A B C D E F G H I J K L M N O P Q R S T U V W X Y Z — Vegeu també |

- Qantassaure (Qantassaurus)
- Qiaowanlong
- Qinlingosaure (Qinlingosaurus)
- Qingxiusaure (Qingxiusaurus)
- Qiupalong[18]
- Qüesitosaure (Quaesitosaurus)
- Quilmesaure (Quilmesaurus)

## R
| Índex: A B C D E F G H I J K L M N O P Q R S T U V W X Y Z — Vegeu també |

- Rachitrema — possiblement un ictiosaure
- Rahiolisaurus
- "Rahona" — nom ja ocupat, actualment conegut com a Rahonavis
- Rahonavis — possiblement un ocell
- Rajasaure (Rajasaurus)
- Rapator
- Rapetosaure (Rapetosaurus)
- Raptorex
- Rayososaure (Rayososaurus)
- Razanandrongobe — pot ser un teròpode o un crocodilomorf
- Rebbachisaurus
- Regnosaure (Regnosaurus)
- "Revueltoraptor" — nomen nudum; sinònim més modern del gojirasaure
- Revueltosaure (Revueltosaurus) — en realitat un pseudosuqui
- Rhabdodon
- Radinosaure (Rhadinosaurus) — pot no ser un dinosaure, possiblement un crocodilià
- Retosaure (Rhaetosaurus) — nom erroni pel rotosaure (Rhoetosaurus)
- Rodanosaure (Rhodanosaurus) — sinònim més modern de l'estruciosaure.
- Rotosaure (Rhoetosaurus)
- Ricardoestesia — nom no oficial de Richardoestesia
- Richardoestesia

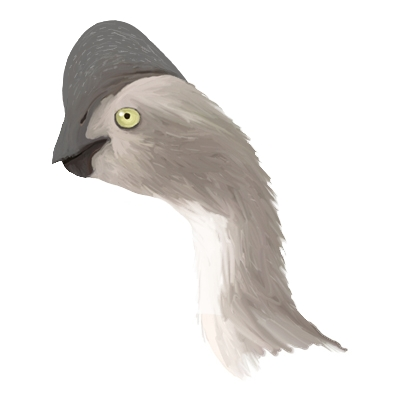
Rinchenia

- "Rileya" — nom ja ocupat, actualment conegut com a Rileyasuchus
- Rileyasuchus — una quimera de restes de fitosaure i el tecodontosaure (Thecodontosaurus)
- Rinchenia
- Rinconsaure (Rinconsaurus)
- Rioarribasaure (Rioarribasaurus) — sinònim més modern de Coelophysis
- Riojasaure (Riojasaurus)
- Riojasuchus — en realitat un arcosaure no dinosaure
- Rocasaure (Rocasaurus)
- Rocosaure ("Roccosaurus") — nomen nudum; Melanorosaure (Melanorosaurus)
- Rubeosaure (Rubeosaurus)
- Ruehleia
- Rugops
- "Rutellum" — nom anterior a Carl von Linné, es considera com a nomen oblitum
- Ruyangosaure (Ruyangosaurus)

## S
| Índex: A B C D E F G H I J K L M N O P Q R S T U V W X Y Z — Vegeu també |

- Sacisaurus — probablement un dinosauromorf
- Sahaliyania
- Saichania
- "Salimosaurus" — nomen nudum, probablement un Brachiosaurus o Giraffatitan

- Saltasaure (Saltasaurus)

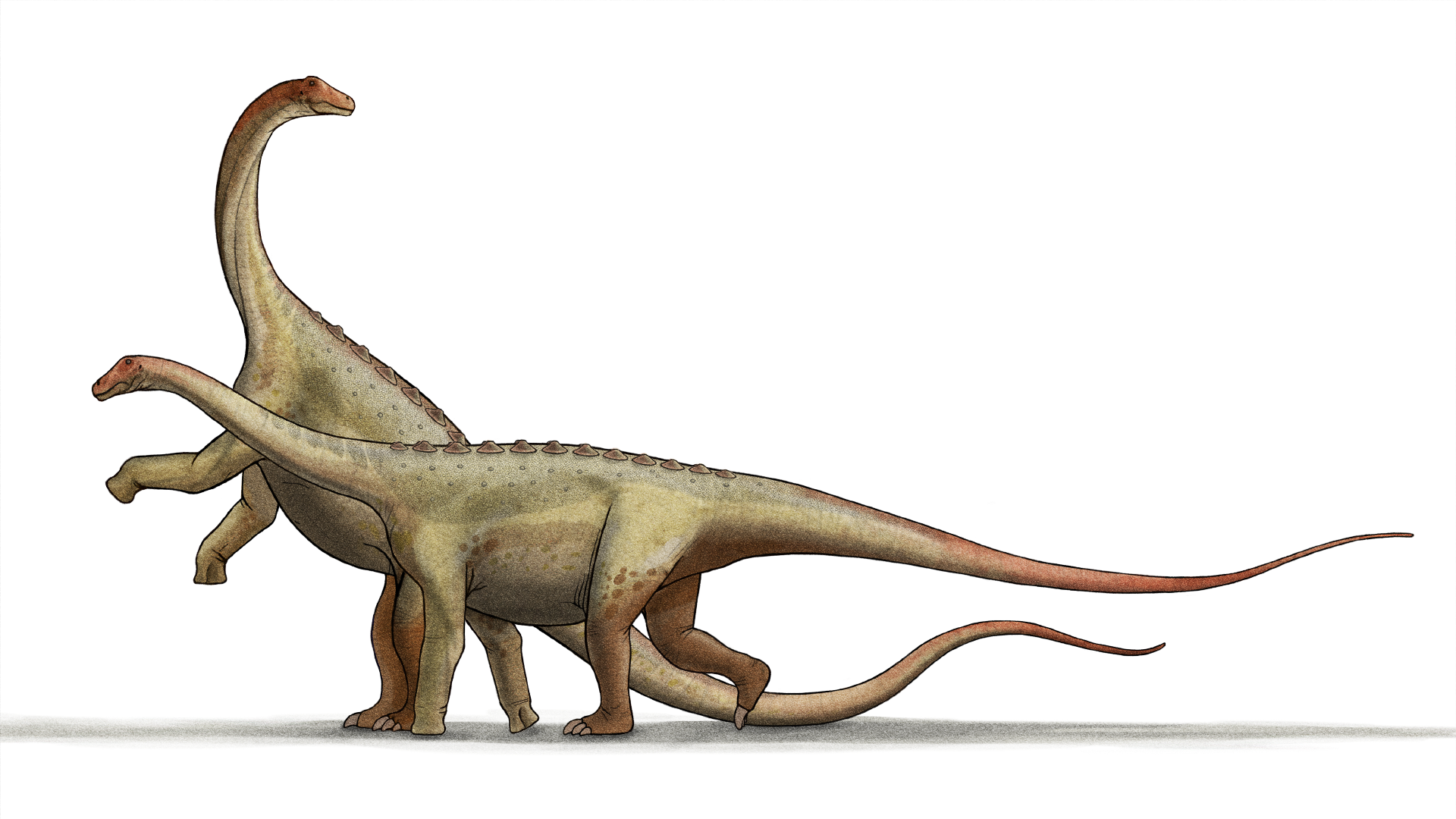
Saltasaurus

- Saltopus — probablement un dinosauromorf
- "Saltriosaurus" — nomen nudum
- "Sanchusaurus" — nomen nudum
- "Sangonghesaurus" — nomen nudum
- Sanjuansaure (Sanjuansaurus)
- Sanpasaurus
- Santanaraptor
- Sarahsaurus
- Sarcolestes
- Sarcosaure (Sarcosaurus)
- Saturnalia
- Sauraechinodon[6] — sinònim més modern d'Echinodon
- "Sauraechmodon" — nomen nudum; Echinodon
- Saurolophus
- Sauropelta
- Saurophaganax
- "Saurophagus" — nom pre-ocupat, actualment conegut com a Saurophaganax
- Sauroplites
- "Sauropodus"[19] — nomen nudum
- Sauroposeidon
- Saurornithoides
- Saurornitholestes
- Scansoriopteryx — possiblement un sinònim més modern d'Epidendrosaurus
- Scaphonyx — en realitat un rincosaure
- Scelidosaurus
- Scipionyx
- Scleromochlus — en realitat un avemetatarsalià no dinosaure
- Scolosaurus — sinònim més modern d'Euoplocephalus
- "Scrotum" — nom anterior a Carl von Linné, considerat com a nomen oblitum
- Scutellosaurus
- Secernosaurus

- Segisaurus
- Segnosaurus

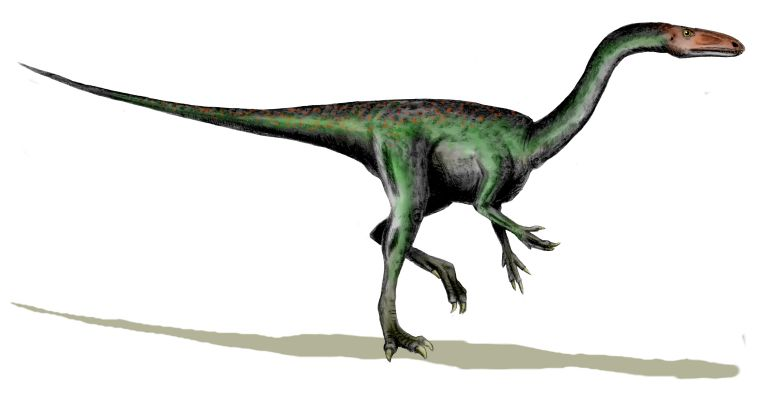
Segisaurus

- Seismosaurus — sinònim més modern de Diplodocus
- Seitaad
- "Selimanosaurus" — nomen nudum; Dicraeosaurus
- Sellacoxa[17]
- Sellosaurus
- Serendipaceratops
- Shamosaurus
- Shanag
- Shanshanosaurus — sinònim més modern de Tarbosaurus
- Shantungosaurus
- Shanxia
- Shanyangosaurus
- Shaochilong
- Shenzhouraptor — en realitat un ocell; probablement un sinònim més modern de Jeholornis.[20]
- Shenzhousaurus
- Shidaisaurus
- Shixinggia
- Shuangmiaosaurus
- Shunosaurus
- Shuosaurus[6] — nom erroni de Shunosaurus
- Shuvosaurus — en realitat un rauisuc
- Shuvuuia
- Siamosaurus
- Siamotyrannus
- Sigilmassasaurus
- Silesaurus — probablement un dinosauromorf
- Siluosaurus
- Silvisaurus

- Similicaudipteryx
- Sinocalliopteryx
- Sinoceratop (Sinoceratops)
- Sinocoelurus

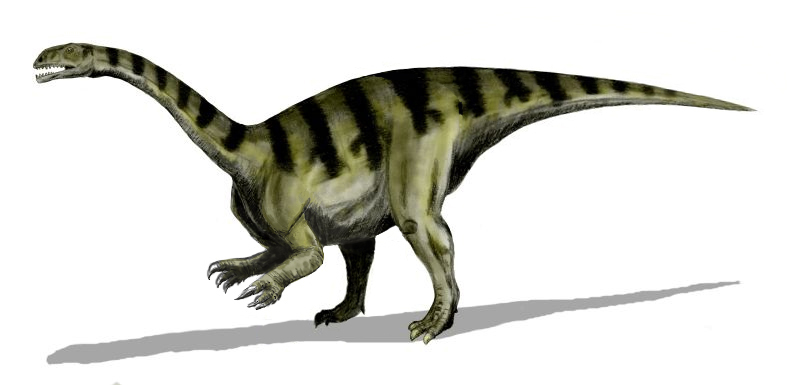
Sellosaurus

- "Sinopliosaurus" — material originalment classificat amb el pliosaure Sinopliosaurus, ara reconegut com a dinosaure[21]
- Sinornithoides
- Sinornithomimus
- Sinornithosaurus
- Sinosauropteryx
- Sinosaurus
- Sinotyrannus
- Sinovenator
- Sinraptor
- Sinucerasaurus — sinònim més modern de Sinusonasus
- Sinusonasus
- Skorpiovenator
- "Smilodon" — nom pre-ocupat, actualment conegut com a Zanclodon
- Sonidosaurus
- Sonorasaurus
- Sphaerotholus
- Sphenosaurus — en realitat un rèptil no dinosaure
- Sphenospondylus — sinònim més modern d'Iguanodon
- Espinoforosaure (Spinophorosaurus)
- Spinosaurus
- Spinostropheus
- Spinosuchus — en realitat un rèptil no dinosaure
- Spondylosoma — possiblement un rauisuc
- Squalodon — en realitat un cetaci
- Staurikosaurus
- Stegoceras
- Stegopelta
- Stegosaurides
- "Stegosauroides"[6] — nom erroni de Stegosaurides
- Estegosaure (Stegosaurus)
- Stenonychosaurus — sinònim més modern de Troodon
- Stenopelix
- Stenotholus — sinònim més modern de Stygimoloch
- Stephanosaurus — sinònim més modern de Lambeosaurus
- "Stereocephalus" — nom pre-ocupat, actualment conegut com a Euoplocephalus
- "Stereosaurus" — nomen nudum; possiblement un plesiosaure
- Sterrholophus — sinònim més modern de Triceratops
- Stokesosaure (Stokesosaurus)
- Stormbergia
- Strenusaurus — sinònim més modern de Riojasaurus

- Streptospondylus
- Struthiomimus
- Struthiosaurus
- Stygimoloch

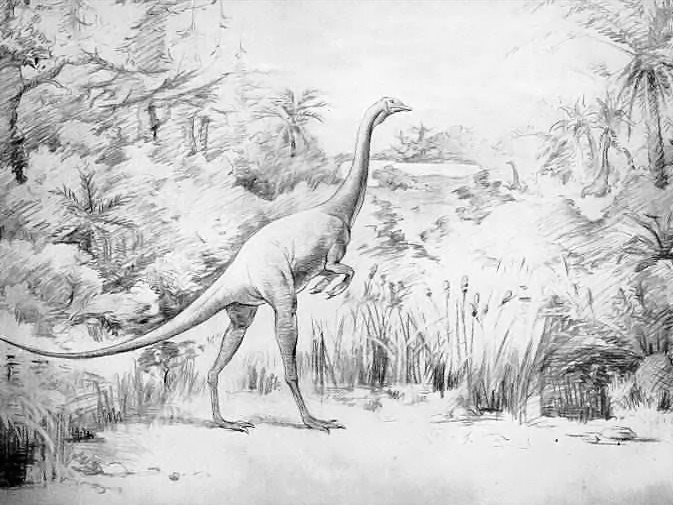
Struthiomimus

- Stygivenator — sinònim més modern de Tyrannosaurus
- Estiracosaure (Styracosaurus)
- Succinodon — en realitat un mol·lusc
- Suchomimus
- Suchosaurus — originalment descrit com un cocodril, possiblement un espinosàurid
- Suchoprion — en realitat un fitosaure
- "Sugiyamasaurus" — nomen nudum
- Sulaimanisaurus
- "Sulaimansaurus"[12] — nom erroni de "Sulaimanisaurus"
- Supersaure (Supersaurus)
- Suuwassea
- Suzhousaure (Suzhousaurus)
- Symphyrophus — sinònim més modern de Camptosaurus
- Syngonosaurus — sinònim més modern d'Acanthopholis
- "Syntarsus" — nom pre-ocupat, actualment conegut com a Megapnosaurus
- Syrmosaurus — sinònim més modern de Pinacosaurus
- "Szechuanoraptor" — nomen nudum
- Szechuanosaurus

## T
| Índex: A B C D E F G H I J K L M N O P Q R S T U V W X Y Z — Vegeu també |

- Talarurus
- Talenkauen
- Tangvayosaurus
- Tanius
- Tanycolagreus
- Tanystropheus — en realitat un arcosauromorf prolacertiform
- Tanystrosuchus — possiblement un sinònim més modern d'Halticosaurus o Liliensternus
- Tapinocephalus — en realitat un teràpsid

- Tarascosaure (Tarascosaurus)
- Tarbosaure (Tarbosaurus)
- Tarchia
- Tastavinsaure (Tastavinsaurus)
- Tatankacephalus
- Tatankaceratop (Tatanakaceratops)
- Tatisaure (Tatisaurus)
- Taveirosaure (Taveirosaurus)
- Tawa

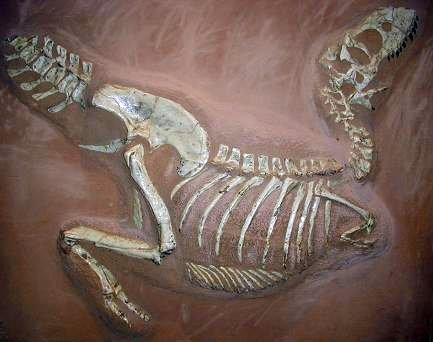
Esquelet de Tarbosaurus.

- Tawasaurus — sinònim més modern de Lufengosaurus
- Tazoudasaurus
- Technosaurus — possiblement un dinosauromorf
- Tecovasaure (Tecovasaurus) — en realitat un arcosauriforme no dinosaure
- Tehuelchesaurus
- Teinurosaure (Teinurosaurus)
- "Teleocrater" — nomen nudum; possiblement no és un dinosaure
- Telmatosaure (Telmatosaurus)
- "Tenantosaurus" — nomen nudum; Tenontosaurus
- "Tenchisaurus"[22] — nomen nudum; en realitat un nom de museu no publicat per a Tianchisaurus
- Tendaguria
- Tenontosaurus
- Teratosaurus — en realitat un arcosaure no dinosaure
- Termatosaurus — en realitat un fitosaure
- Tethyshadros
- Tetragonosaurus — sinònim més modern de Lambeosaurus
- Texacephale
- Texasetes
- Teyuwasu
- Thecocoelurus
- Thecodontosaurus
- Thecospondylus
- Theiophytalia
- Therizinosaurus
- Therosaurus — sinònim més modern d'Iguanodon
- Thescelosaurus
- Thespesius — possiblement un Edmontosaurus
- "Thotobolosaurus" — nomen nudum
- Tianchisaurus
- "Tianchungosaurus" — nomen nudum; Dianchungosaurus (crocodilià)
- Tianyulong
- Tianyuraptor
- Tianzhenosaurus
- Tichosteus
- Tienshanosaurus
- Timimus
- Titanoceratop (Titanoceratops)
- Titanosaurus (Lydekker, 1877)
- "Titanosaurus" (Marsh, 1877) — nom ja ocupat, actualment conegut com a Atlantosaurus
- Tochisaurus
- "Tomodon" — nom ja ocupat, actualment conegut com a Diplotomodon
- Tonganosaure (Tonganosaurus)
- "Tonouchisaurus" — nomen nudum
- Torilion[17] – sinònim més modern de Barilium
- Tornieria
- Torosaure (Torosaurus)
- Torvosaure (Torvosaurus)
- Trachodon
- Trialestes — en realitat un crocodilià
- "Triassolestes" — nom ja ocupat, actualment conegut com a Trialestes
- Tribelesodon — en realitat Tanystropheus, un arcosauromorf prolacertiform
- Triceratop (Triceratops)
- Trigonosaurus

- Trimucrodon
- Troodon
- Tsaagan
- Tsagantegia
- Tsintaosaurus
- "Tsuchikurasaurus" — nomen nudum[23]
- Tugulusaurus
- Tuojiangosaurus
- Turanoceratops
- Turiasaurus
- Tylocephale

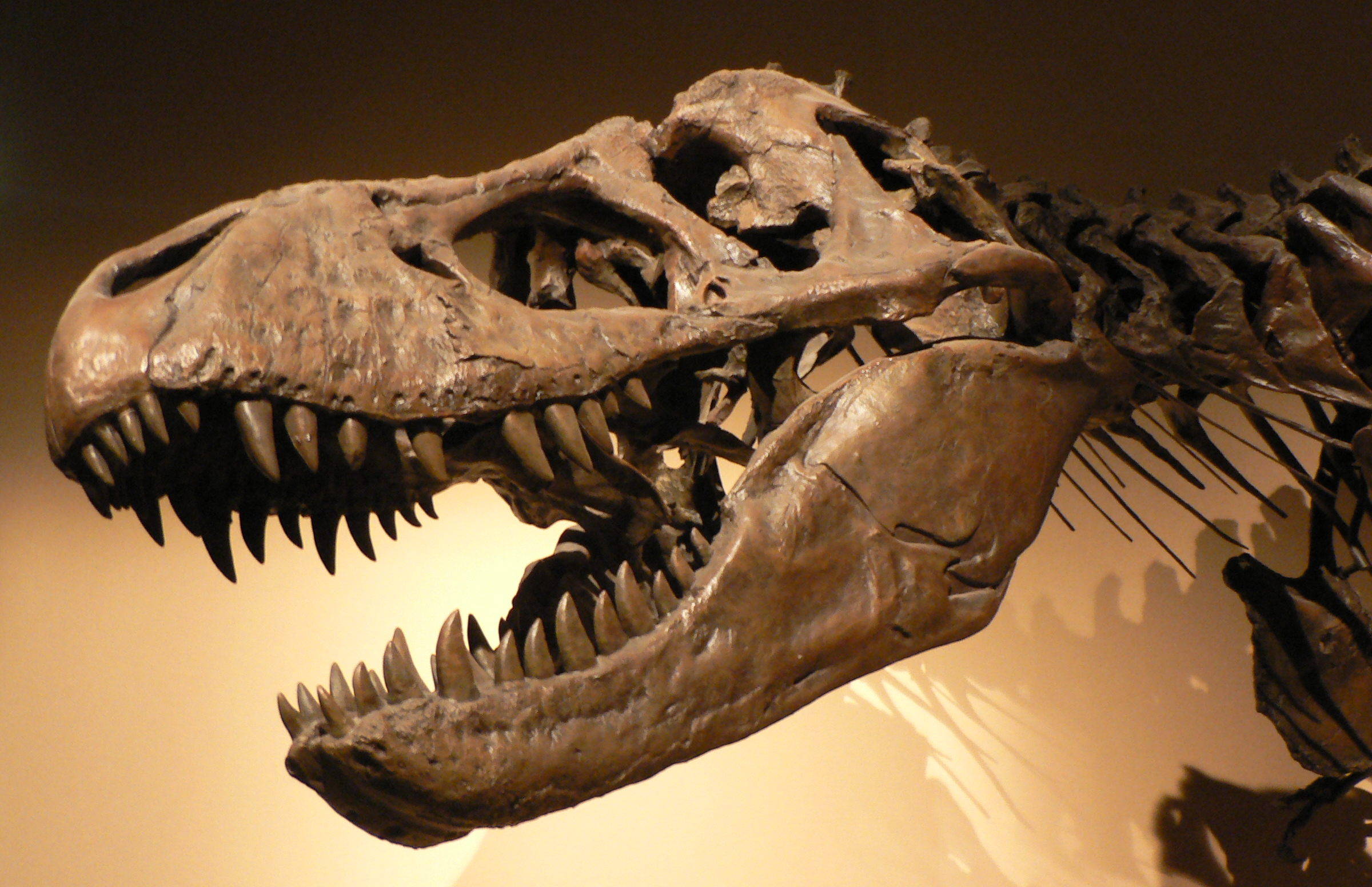
Crani de tiranosaure (Tyrannosaurus).

- Tylosteus — sinònim de Pachycephalosaurus
- Tyrannosaurus
- Tyrannotitan
- "Tyreophorus" — nomen nudum, probablement un error tipogràdic de "tireòfors"

## U
| Índex: A B C D E F G H I J K L M N O P Q R S T U V W X Y Z — Vegeu també |

- Uberabatitan
- Udanoceratops

Il·lustració del crani d'un Udanoceratops.

- Ugrosaurus — probablement sinònim més modern de Triceratops
- Uintasaurus — sinònim més modern de Camarasaurus
- Ultrasauros — sinònim més modern de Supersaurus
- Ultrasaurus (H. M. Kim, 1983)
- "Ultrasaurus" (Jensen, 1985) — nom pre-ocupat, avui conegut com a Ultrasauros
- Umarsaurus — nomen nudum; Barsboldia
- Unaysaurus
- Unenlagia
- "Unicerosaurus" — nomen nudum, actualment un peix
- Unquillosaurus
- Urbacodon
- Utahceratop (Utahceratops)
- Utahraptor

## V
| Índex: A B C D E F G H I J K L M N O P Q R S T U V W X Y Z — Vegeu també |

- Vagaceratop (Vagaceratops)
- Valdoraptor
- Valdosaurus
- Variraptor
- Vectensia — sinònim més modern de Hylaeosaurus

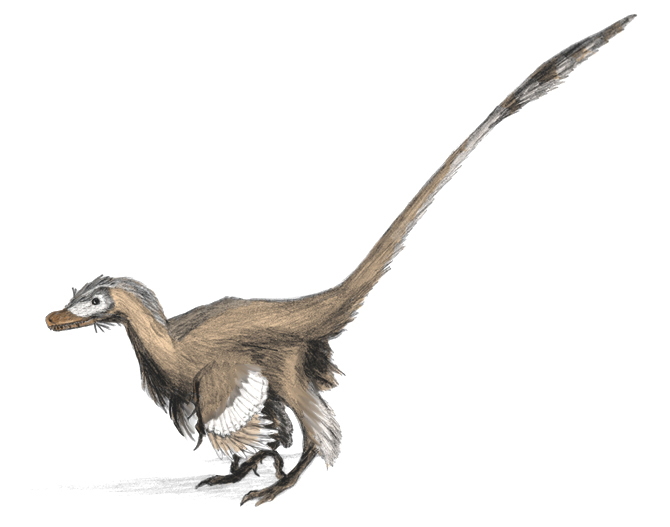
Dibuix de Velociraptor.

- Vectisaurus — sinònim més modern d'Iguanodon
- Velafrons
- Velocipes
- Velociraptor
- Velocisaurus
- Venaticosuchus — en realitat un arcosaure no dinosaure
- Venenosaurus
- Vitakridrinda[24]
- "Vitaridrinda"[12] — nom erroni de Vitakridrinda
- Volkheimeria
- Vulcanodon

## W
| Índex: A B C D E F G H I J K L M N O P Q R S T U V W X Y Z — Vegeu també |

- Wadhurstia[17] – sinònim més modern de Hypselospinus
- Wakinosaurus
- Walgettosuchus
- "Walkeria" — nom ja ocupat, actualment coneguda com a Alwalkeria
- "Walkersaurus" — nomen nudum; Duriavenator
- "Wangonisaurus" — nomen nudum, probablement Brachiosaurus o Giraffatitan
- Wannanosaure (Wannanosaurus)
- Wellnhoferia — actualment un ocell, possiblement un sinònim més modern d'Archaeopteryx
- Wintonotitan
- Wuerhosaurus
- Wulagasaurus
- Wyleyia — probablement un ocell
- "Wyomingraptor" — nomen nudum

## X
| Índex: A B C D E F G H I J K L M N O P Q R S T U V W X Y Z — Vegeu també |

- Xenoposeidon
- Xenotarsosaurus
- Xianshanosaurus
- Xiaosaurus
- Xinjiangovenator
- Xiongguanlong
- Xixianykus
- Xixiasaure (Xixiasaurus)
- Xixiposaure (Xixiposaurus)
- Xuanhanosaurus
- Xuanhuaceratops
- "Xuanhuasaurus" — nomen nudum; Xuanhuaceratops

## Y
| Índex: A B C D E F G H I J K L M N O P Q R S T U V W X Y Z — Vegeu també |

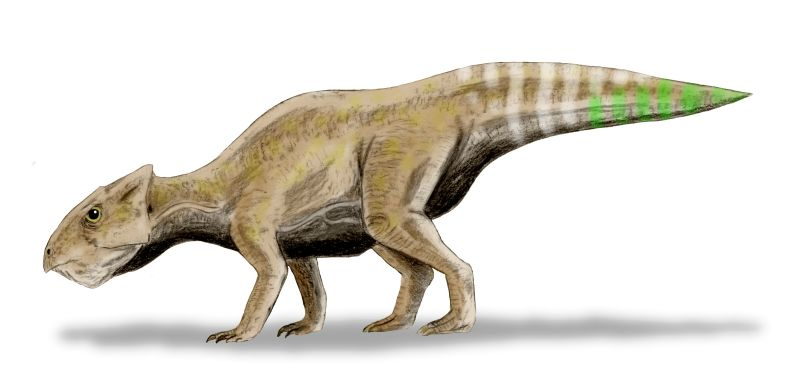
Yamaceratops

- Yaleosaurus — sinònim més modern d'Anchisaurus
- Yamaceratops
- Yandusaurus
- Yangchuanosaurus
- Yanornis — en l'actualitat un ocell
- Yaverlandia
- Yaxartosaurus[6] — nom erroni de Jaxartosaurus
- "Yezosaurus" — nomen nudum; no dinosaure

- "Yibinosaurus" — nomen nudum
- Yimenosaurus
- "Yingshanosaurus" — nomen nudum
- Yinlong
- "Yizhousaurus" – nomen nudum[25]
- Yixianosaurus
- Yuanmousaurus

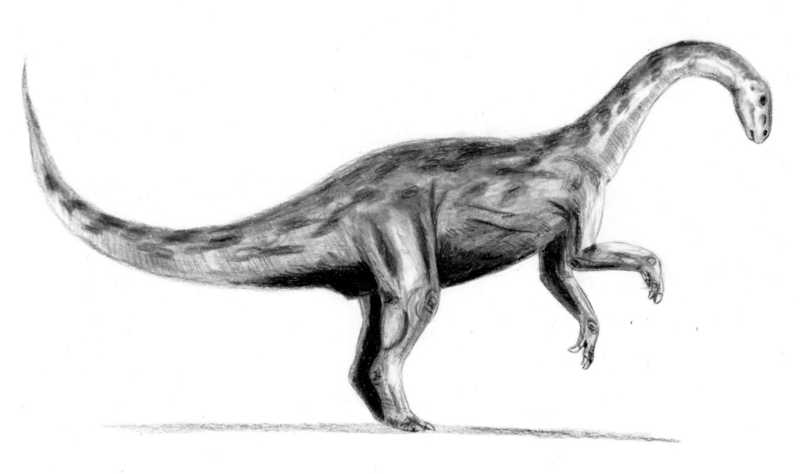
Yunnanosaurus

- "Yubasaurus" — nomen nudum; Yandusaurus
- Yunnanosaurus
- "Yunxiansaurus" — nomen nudum

## Z
| Índex: A B C D E F G H I J K L M N O P Q R S T U V W X Y Z — Vegeu també |

- Zalmoxes
- Zanabazar

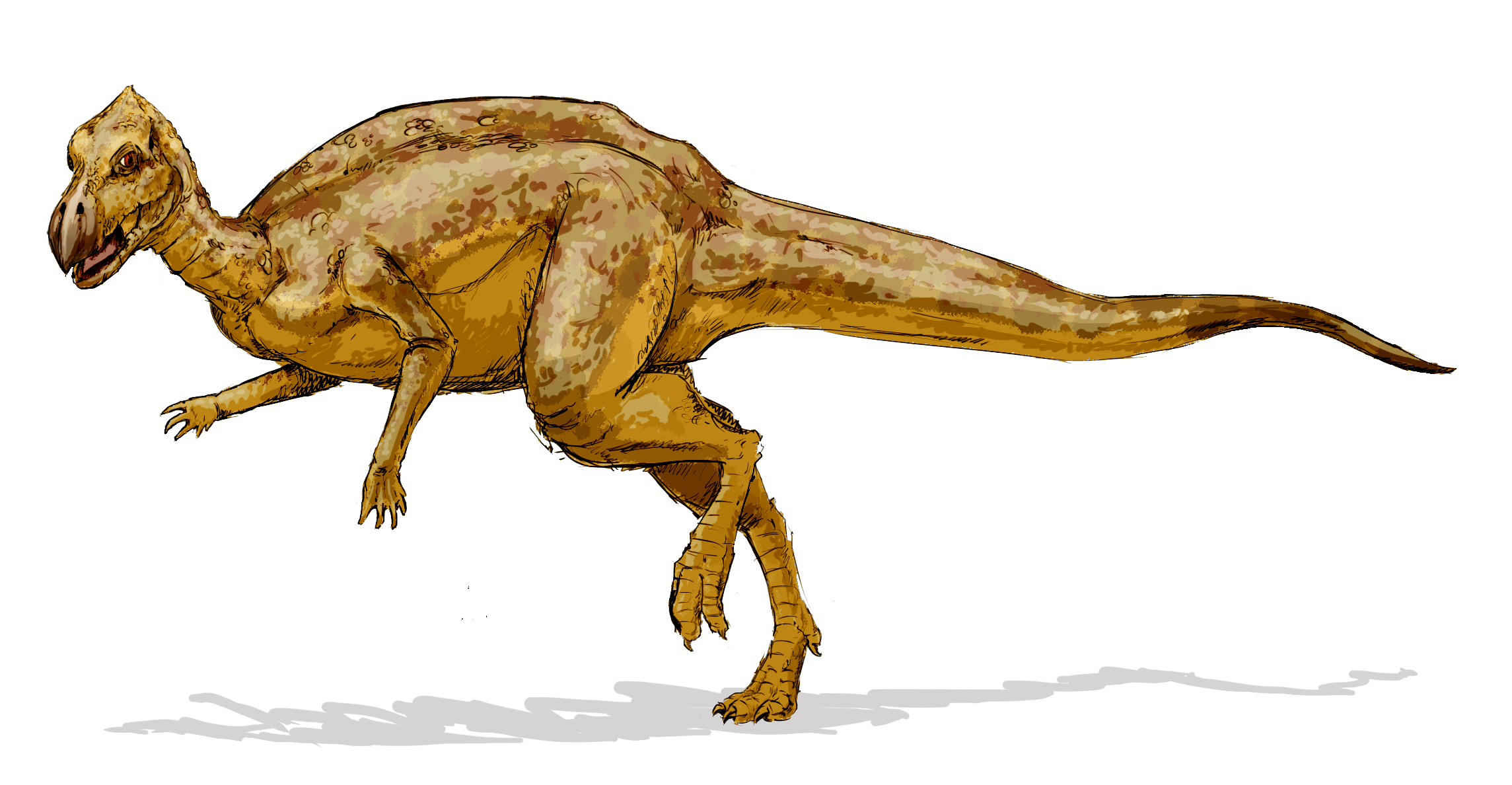
Zalmoxes

- Zanclodon — no dinosaure (en part), algunes espècies atribuïdes a Megalosaurus i Plateosaurus
- Zapalasaure (Zapalasaurus)
- Zapsalis — sinònim més modern de Paronychodon
- Zatomus — en realitat un arcosaure no dinosaure

- Zephyrosaurus
- Zhejiangosaurus
- Zhongyuansaurus
- Zhuchengceratops
- Zhuchengosaure (Zhuchengosaurus)

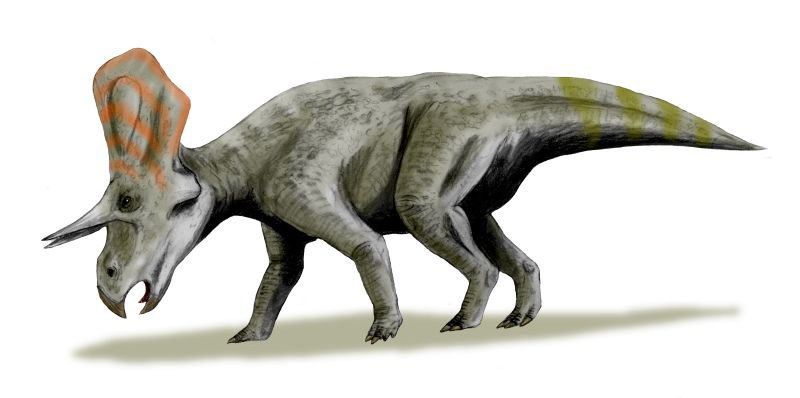
Zuniceratop (Zuniceratops)

- Zigongosaurus — possible sinònim més modern de Mamenchisaurus
- Zizhongosaurus
- Zuniceratop (Zuniceratops)
- Zuolong
- Zupaysaurus

## Icnogèneres
- Amblydactylus
- Anchisauripus
- Anomoepus
- Breviparopus
- Eubrontes
- Grallator
- Komlosaurus[26]
- Megalosauripus
- Otozoum

## Oogèneres
- Boletuoolithus[27]
- Cairanoolithus[28]
- Dictyoolithus[29]
- Dughioolithus[30]
- Ellipsoolithus[31]
- Elongatoolithus[32]
- Heishanoolithus[33]
- Macroelongatoolithus[34]
- Macroolithus[35]
- Megaloolithus[36]
- Nanshiungoolithus[37]
- Ovaloolithus[38]
- Paraspheroolithus[39]
- Placoolithus[40]
- Preprismatoolithus
- Prismatoolithus[41]
- Protoceratopsidovum[42]
- Shixingoolithus[43]
- Spheroolithus[44]
- Spheruprismatoolithus[42]
- Spongioolithus[45]
- Trachoolithus[46]